# 真言
真言（しんごん）とは、サンスクリット語のマントラ（मन्त्र Mantra）の訳語で、「（仏の）真実の言葉、秘密の言葉」という意。『大日経』などの密教経典に由来し、浄土真宗を除く多くの大乗仏教の宗派で用いられる呪術的な語句である。
法華経では、「陀羅尼品第二十六」があり、すでに法華経には呪術的な語句が使用されている。
漢訳経典では、「真言」の他に「密言」、「呪」、「明呪」等と訳される。
仏の真実の教えは、この宇宙の真理（法）や隠された秘密を明らかにするもので、本来は人間の言葉で表すことはできないが、方便として世俗の文字・言語を借りてそれに教えを盛り込み、これを観想しこれに心を統一することで、その教えに触れ得るようにしたものが、密教における真言であるとされる。
空海は、真言について「真言は、不思議なものである。本尊を観想しながら唱えれば無知の闇が除かれる。わずか一字の中に千理を含む。この身のままで真理を悟ることができる。」と記している。
仏尊ごとに真言があり、それぞれ出典となる経典が存在する。例えば同じ仏尊でも、成立の過程が異なる『大日経』（胎蔵界）と『金剛頂経』 (金剛界) では真言が異なる。
真言宗の名称は「真言」に由来するが、真言は真言宗のみで使われるものではない。例えば般若心経の最後にある「羯諦 羯諦 波羅羯諦 波羅僧羯諦 菩提薩婆訶（[tadyathā] gate gate pāragate pārasaṃgate bodhi svāhā）」も真言であり、浄土真宗などを除く多くの宗派で読まれている。禅宗においても、消災吉祥陀羅尼や大悲心陀羅尼などが日常的に唱えられる。日蓮宗においては妙法蓮華経陀羅尼品第二十六があり、転読される。

## 分類・定義
諸経典の中では「真言」に類義の言葉として、「密言」・「呪」・「神呪」、「心呪」、「明呪」、「陀羅尼」等があり、それぞれ語の発生と意義は異なるが通常は区別されず、仏教で用いられる呪文を「真言陀羅尼」と総称することが多い。
「真言は短い呪句で陀羅尼は長い呪句」と説明されることがあるが、そうではなく本来は起源が異なるものである。
しかし、大乗興起以後は、それらは混同され区別されなくなった。
善無畏は『大日経疏』の中で、「真言」と「明呪」を区別したが、
これは成り立ちを説明したもので、両者が別種のものという意味ではない。
『初回金剛頂教』では「真言」・「明呪」・「陀羅尼」はそれぞれ異なるがその差は殆ど無いと説かれており、不空は『総釈陀羅尼義讃』で、真言には一字のものから万字以上のものまであるが、「真言」・「密言」・「明」・「陀羅尼」は同一の物の異称であり、全て区別しないで良いと説明した。
これらのことから、現在では「真言」・「陀羅尼」の成り立ちや、経典を研究する等の特別な場合を除いては、一般に「真言」・「心呪」・「明呪」・「陀羅尼」を区別しない
。

### 真言
「真言」は、サンスクリット語の「mantra」 を漢訳したものである。
最初はバラモン教の聖典である『ヴェーダ』に、神々に奉る讃歌として登場し、反復して数多く唱えることで絶大な威力を発揮すると考えられていた。後に、バラモン教に限らず不可思議力を有する呪文をことごとく「mantra」というようになった。
バラモン教や非アーリヤ系の土着の信仰の「mantra」が仏教に採り入られて、治歯・治毒・悪鬼羅刹からの護身・延命など現世利益のための「mantra」が用いられるようになった。
この「mantra」を龍樹や玄奘は、「呪文」または「神秘的な呪文」の意味で「呪」・「神呪」等と訳し、善無畏や不空は、「仏の真実の言葉」の意味で「真言」、「仏の秘密の言葉」の意味で「密言」等と訳した。
また、「maṇḍala」の訳とする説もある。

### 明呪
サンスクリット語の「vidyā」、パーリ語の「vijjā」を訳したもので、本来は「知識」や「学術」を指す語である。古代インドにおいて学問・科学と呪法は一体であり、病を癒すための医術や毒蛇を避ける魔術やなど凡人の知りえない神秘的な知識・呪術の意味で用いられていた。初期仏教教団は、「maṇtra」や「vidyā」を否定していたが、後に毒蛇を退散させる蛇除けの呪文（vidyā）を黙認するようになり、これが後の呪法の発展に繋がった。大乗仏教においては仏が説く真実の智慧、真実の言葉の意味で用いられ、さらに不可思議智の結晶である神秘的な呪文を指すようになった。唱えることで無明の煩悩を破除し衆生を化度するものとされ、漢訳経典では「明呪」・「明」と訳した。

### 心呪
サンスクリット語の「hṛdaya」の訳で、直訳すると「心臓」・「心髄」・「核心」の意味だが、「手段」・「伝達方法」の意味もある。請願の意思を伝えるための手段としての呪文である。「hṛdaya」と呼べるものが最初に確認できるのは『仏説大金色孔雀王経』で、「hṛdaya」を「心呪」と訳している。「hṛdaya」を鳩摩羅什は「大明呪」と、支謙は「神呪」と漢訳しており、これらから「hṛdaya」を「呪文」の意味で訳していることが明らかである。『般若心経』では、「hṛdaya」は「神呪（真言）」であり「明呪」であると説いている。『般若心経』より時代が下った密教経典の漢訳でも「hṛdaya」を「真言」、「明呪」と同一視している。。

### 陀羅尼
梵語の「dhāraṇī（ダーラニー）」を音訳したもので、「総持」、「能持」等と意訳される。「dhāraṇī」は、「保つ」・「保持する」を意味する「dhāraṇā（ダーラナー）」を起源とする語で、本来は「精神を統一しその状態を持続すること」を指していたが、後に精神統一や諸尊の憶念や教義を記憶するための教え（持句）を指すようになった。陀羅尼経典である『仏説無量門微密持経』（支謙訳）では、「陀羅尼」とは仏の功徳や徳性を列挙した持句で、これを思念することによって正覚にいたることを目的とするものとある。精神統一や仏随念のための手段である「陀羅尼」が次第に呪文化され、その神秘的な響きから唱えることによって現世利益を得られると信仰されるに至り、後に密教が成立すると「陀羅尼」は「真言」を包摂する形で説かれるようになり、やがて同一視されるようなった。陀羅尼の本文が、核心となる語を羅列した意味稀薄な文言であるのは、具体的な意味のある言葉だと日常的な連想や雑念を呼び起こすためとも、理解力の劣る仏教初心者やサンスクリット語を使用しない非インド・アーリヤ語系の者に仏教教義の核心を伝えるためとも言われる。

### 種子（種字）
仏尊を象徴する一音節の呪文であり、真言の一種。種子真言ともいわれる。サンスクリット語の「bīja（種子、神髄）」+「akṣara（文字）」から成る「bījākṣara（マントラの頭文字）」の訳。草木の種子が根茎を含蔵するように一字に無量の法を含み、種子から草木が生じるように功徳を出生することから種子という。種子は梵字を神秘的に解釈し、仏尊の名称や真言から取った一音節を梵字に表すもので「種字」とも書かれる。胎蔵の種字は真言の最初の音節を、金剛界の種字は真言の最後の音節を取ることが多いが、仏尊名の一音節を取ったものや仏尊の本誓を象徴する一字を取ったものもある。真言には様々な形式があるが「帰命句＋種字」で構成されるものも多い。

### その他の分類
善無畏の『大日經疏』では真言を以下の五種に分類する。
1. 如来説 － 大日如来や釈迦如来等の真言。
2. 菩薩金剛説 － 観音菩薩や地蔵菩薩等の真言。
3. 二乗説 － 舎利弗、迦葉、目連等の真言。
4. 諸天説 － 梵天や夜摩天薬叉などの諸天の真言。
5. 地居天説 － 龍・鳥・修羅等の真言。

真言を形式（長さ）によって、以下の三つに分類することもある。
1. 大呪 － 「根本呪（mūla mantra）」、「大心呪」ともいう一般的な呪。
2. 中呪 － 「心呪（hṛdaya）」、「心真言（dhāraṇī-hṛdaya）」ともいう。
3. 小呪 － 「心中心呪」、「随心呪（upahṛdaya mantra）」ともいう。

### 神通力
また真言には、ある程度まで行うと神通力という超能力のようなものを得るとする文献もある。これは仏教のおいて仏・菩薩などが持ってるとされる６種類の超人的な能力で六神通と呼ばれる。

## 成立

### 仏教以前
真言（マントラ）の起源は仏教成立以前に遡る。アーリヤ人がインドに侵入する以前のインド・イラン共通時代に、彼らは火神（アグニ）にマントラを捧げて敵を退け病を癒し害毒を除くことを祈っていた。インド侵入後に成立したとされる『リグ・ヴェーダ』の中には火神に捧げるマントラが多く記述されている。
アーリヤ民族と原住民族が接触し融合するにつれ、その宗教信仰も習合することで『リグ・ヴェーダ』、『ブラーフマナ』、『ウパニシャッド』、『アタルヴァ・ヴェーダ』等が成立し、盛んに息災・増益・降伏等の呪術が用いられるようになった。
ヴェーダ時代のマントラは、神々への帰依、祈願、讃仰の聖句であり、除厄、招福のために唱えられた。
当時は民衆の間にバラモン教の呪文が浸透しており、例えば一般家庭においても『家庭経(Gṛhya-sūtra)』等によって家庭内での祭式が詳しく規定され、出産時、命名時、結髪式、結婚式など万般の際に、必ず火を用いて神に捧げる呪文を唱えていた。

### 初期仏教
釈迦は当初呪術的行為を禁止したとされるが

、教団が拡張するにつれ、日常生活の中に習慣づけられている呪文を厳禁することが難儀になったとともに、広く民衆に布教するための方便として旧来の信仰と調和しこれを善導するために、仏教修行の妨げにならない限りは、世俗の呪文を用いることが容認された
。
一般民衆とくに農村部への布教活動を展開していく過程で、教団内では呪文が多く用いられるようになっていたが、その中でも護身の呪文として、パーリ語で「パリッタ（paritta）」（護呪）といわれる経が知られている。
呪術的な「パリッタ」の一例として、比丘が毒蛇を避けるための『カンダ・スッタ（蘊経／khanda sutta）』が挙げられる。これは、蛇を含むすべての生類に慈悲を示し、その慈悲の力で毒蛇に咬まれることを避けようとする護身・除災を目的とした呪文である。
『カンダ・スッタ』は、こうした古くからあった蛇除けの習俗が仏教教団内に持ち込まれたものであり、これが発展して後の『孔雀王呪経』の成立に繋がったと考えられている。
。
大乗仏教興起以前に唱えられていた呪文は、バラモン教に由来する護身の呪文や「パリッタ」等釈迦によって説かれた経典を唱えて障害を防ごうとするものであった。
パリッタの護身呪はその後、南伝系・北伝系を問わず仏教経典に呪文として入りこみ、やがて個々の病気平癒の効果をもたらす呪文が用いられるようになり、後に真言へと成長していく
。

### 大乗興起
紀元前後に、アーリヤ人の宗教であるバラモン教と先住民の信仰との融合が起こりヒンドゥー教が形成された。神にマントラを捧げれば救済されるというヒンドゥー教の単純明瞭で実践しやすい教え は民衆の支持を受け隆盛し、仏教を圧倒する勢いを示すようになった。初期仏教教団は指導者も比丘も大半がバラモン階級の出身であり、幼い時からバラモン教の教えの中で生活していた彼らにとって、ヒンドゥー教の教義や多神教の概念は受け入れやすいものであった。多神教であるヒンドゥー教の影響を受けて、あるいはヒンドゥー教に対抗するために、仏尊の複数化すなわち如来や菩薩等の多数の諸仏の信仰が生まれ、呪術や儀礼を重視するヒンドゥー教の教理が仏教の中に浸透し、マントラを唱えることで仏教の最終目的である成仏が可能であるとする大乗仏教として発展していった。
2世紀以降にはパリッタ的な呪文を中心とする単独の除災経典が現れた。『般若経』、『法華経』、『華厳経』等には「陀羅尼」、「明呪」、「真言」等の呪文が説かれており、これらは瞑想における精神統一の手段として念誦されたり、悟りの智慧の表現として用いたり、あるいは『ヴェーダ』におけるマントラのような呪術的な目的で読誦されるなど、用途は様々である。

### 初期密教
バラモン教やヒンドゥー教の呪術的な要素が取り入れられた初期密教では、『ヴェーダ』の形式を模した様々な仏教特有の呪文が作られた。
当時は特に体系化されたものはなく、釈迦の説いた諸経典に呪文が説かれており、諸仏・過去七仏・弥勒をはじめとする無数の菩薩や、インドラ・ヤマ・ヴァルナ・ソーマなど『ヴェーダ』に登場する神々に帰依する呪文を唱えることで、守護・安寧・病患滅除などの現世利益を心願成就するものであった
。
3世紀に成立したと考えられる『持句神呪経』や4世紀前半に成立した『仏説大金色孔雀王呪経』に、呪句を唱えた紐を病人に結び付ける治病法が登場するが、これは『アタルヴァ・ヴェーダ』の呪文に近似しており、当時の仏教教団内に『アタルヴァ・ヴェーダ』の呪法が定着していたことが明らかである
。
4世紀前半に成立した『檀特羅麻油述経』では、釈尊は悪鬼に悩まされる息子ラーフラに対して、鬼神を避ける呪経である「仏辟鬼神呪」を読誦すれば、火・水・毒・刀・呪詛などの災難に遭うことがないと説いている。
非アーリヤ部族及び低力ースト種族を仏教に同化していく過程で、彼らの女性もしくは地母神への信仰を採り入れたため、非アーリヤ部族や低力ースト種族の信仰する神や農業女神の名 が含まれるようになった。
真言、陀羅尼に含まれるいくつかの語が語義不明なのは、以上のような歴史的背景があるためであると考えられている。

### 中期密教
ヒンドゥー教の興隆に対抗するために体系化された中期密教では、釈迦が説法する形式の大乗経典とは異なる大日如来または大毘盧遮那仏が説法する形式の密教経典が編纂された。7世紀頃に『大日経』や『初会金剛頂経』が成立すると多様な仏尊を擁する密教の世界観が誕生し、密教における仏尊の階層化・体系化が進んでいった。
前期密教の真言・陀羅尼が除災招福を中心とする現世利益であったのに対し、中期密教の真言・陀羅尼は悟りを求め成仏するための手段としての性格を強め、それまで別箇であった印契・真言・観法の「三密」を統合した組織的な修行法が完成された。
空海によって日本に伝えられた真言密教はここまでである。

### 後期密教
後期密教では性的儀礼などの特異な内容が含まれるため、中国本土の倫理観と相容れず、日本にも伝わらなかった。インドでの仏教滅亡後はチベット仏教にその名残をとどめている。

### 中国密教
中国では仏教の伝播とともに道教の呪禁の法と融合し、相互に影響し合った。真言は三密（身・口・意）の中の口密に相当し、極めて重要な密教の実践要素となった。

### 日本密教
真言は、日本では真言宗、天台宗、修験道、禅宗等で幅広く用いられる一方、最大勢力である浄土真宗では念仏を重視するため用いない。

## 構成
真言や陀羅尼の多くは、呪句の前に「帰命句」と呪句の終末に「成就句」が加わるが、帰命句と成就句は存否一定しない。
真言の呪句は、仏尊の「種子」から成るもの、仏尊の「名」や「密号」から成るもの、仏尊の本誓を説いてその徳を讃嘆するもの、仏尊の三昧耶形を示す語より成るもの等がある。
陀羅尼の多くは、仏尊や三宝に帰依する宣言文+Tadyathā+帰命句+本文+成就句で構成される。Tadyathāは、「即ち」、「曰く」などと訳される。陀羅尼の本文は、仏尊への呼びかけや賛嘆、誓願の動詞、土着の宗教に由来する意味不明な単語等を羅列したもので、長文であることが多い。
陀羅尼のTadyathā以後を真言として唱える場合や、陀羅尼の一部を抜き出して真言のように唱える場合もある。
帰命句は、大きく分けると以下の二つに分類される。
- namas系
- oṃ

の形式があり、両者が併用される陀羅尼や真言もある。
「namas」は、サンスクリット語で「お辞儀する、敬礼する、崇拝する」を意味する動詞で、漢訳では「帰命」「敬礼」等と訳される。namasはサンディ（連声）のため、次にくる単語の最初の音によって「namaḥ（ナマハ）」や「namo（ナモー）」に変化する。
漢訳経典では、「namaḥ」は「曩莫」・「納莫」等、「namo」は「曩謨」・「南無」等、namasは「南無悉」等と音写された。日本では宗派によって読み癖が異なるが、前者は「ノウマク」・「ナウマク」等、後者は「ノウボウ」・「ナモー」等と読まれる。
帰命句には、よく使われる定型文がある。
- namaḥ samantabuddhānāṃ ～（ノウマク・サマンダ・ボダナン・～）
- namaḥ samantavajranāṃ ～（ノウマク・サマンダ・バザラダン・～）
- namo ratna-trayāya ～（ノウボウ・アラタンノウ・トラヤーヤ・～）
- namo bhagavate ～（ノウボウ・バギャバテイ～）

など。
「namaḥ samantabuddhānāṃ ～」は、しばしば「oṃ」で代用される。

## 聖音
真言には多用されるいくつかの聖音が存在する。（中：中国慣用音、日：日本慣用音、チ：チベット慣用音、ネ：ネパール慣用音）
オーム（日：オン,チ：オン）サンスクリット語の「oṃ」で、漢訳では「唵」と書かれる。密教系では「オン」、禅宗では「エン」と読まれることが多い。真言の冒頭に用いて帰命の意をあらわす神聖な音で、末尾の「ソワカ」とともに多用される。本来はバラモン経の聖音で、ヴェーダを誦読する前後、また祈りの文句の前に唱えられるものであったが、仏教にも取り入れられ真言の頭首に置かれるようになった。
スヴァーハー（日：ソワカ,チ：ソーハー）サンスクリット語の「svāhā」で、漢訳では「薩婆訶」、「娑婆訶」「莎訶」等と書かれる。日本仏教では、密教系では「ソワカ」、禅宗系では「ソモコ」と読まれることが多い。真言・陀羅尼の末尾に置いて成就を願う聖語で、和訳では「成就あれ」「畏み申しあげる」等の意味とされる。もとはバラモンが火中に供物を投ずる際に唱えた女神「スヴァーハー」の名である。成就句は必ず置かれるものではなく、同じ真言でも存否は不定である。
フーム（日：ウン,チ：フーン）サンスクリット語の「hūṃ」で、漢訳では「吽」等と書かれる。『チャーンドーギヤ・ウパニシャッド』にも見える呪句で、「h」はシヴァ、「ū」はバイラヴァを、「ṃ」は、不幸や苦痛を駆逐することを意味する語、または「hetu（因縁）」+「ū（損減）」+「ṃ（空点）」からなり、菩提心の損減を空ずるつまり菩提心堅固をあらわし、それによって魔を畏怖させる意をあらわす語とされる。「大力」・「警覚」・「恐怖」・「忿怒」、「清浄」や「満願」など様々な意味で用いられるため解釈が困難な語である。忿怒尊の真言において「ウン・ハッタ（hūṃ phaṭ）」と組み合わせて用いられる場合は、「叱咤」・「恐怖」・「忿怒」の意味と解釈される。
パット（日：ハッタ,チ：ペー）サンスクリット語の「phaṭ」で、漢訳では「發吒」等と書かれる。敵を攻撃する時の「感情」や「打撃」・「発射」等の意味を持つ『ヴェーダ』の呪句を取り入れたもので、忿怒尊の真言に多く用いられ、敵を調伏させるための感情をあらわす語とされる。「摧破」・「破壊」・「降伏」・「放出」等と解釈されるが通常は翻訳しない。
ブルム（日：ボロン,チ：ドゥム）サンスクリット語の「bhrūṃ」で、漢訳では「歩嚕唵」等と書かれる。「bh（発菩提心）」+「ṛ（墔滅諸罪障）」+「ūṃ（一切如虚空）」の合成語で、菩提心を発し罪障を滅し心楽しく虚空の如く清浄なことを意味するとされる。

## 解読・研究
真言は、聖なる音を唱えることが重要であるという信仰から、サンスクリット語を翻訳（意訳）せず、漢字で音写されたものが多く伝わったが、解読されているのはごく僅かでサンスクリット原典も殆ど残っていない。
真言密教の各宗では、真言を翻訳したり字句の意味を穿鑿したりせずに、その大意を掴んでひたすら無心に唱えるように指導している。そのため意味不明・解読不能でありながら各宗で依用されている真言は多い。
真言は、永らく「音が重要であり、唱えるべきもので解釈すべきものではない」という伝統があったが、江戸中期の真言律宗の僧浄厳は、当時乱れていた真言・陀羅尼を正すために『普通真言蔵』を著し、さらに法隆寺貝葉梵本経を模写し音訳や意味を記した。
昭和期以降、真言陀羅尼の研究が盛んになり、昭和6年に密教学会編の『密教大辞典』が出版され、昭和10年に臨済宗では伊藤古鑑の禅宗聖典講義が出て、大悲心陀羅尼、消災妙吉祥陀羅尼、仏頂尊勝陀羅尼の意訳を試みている。昭和34年に田久保周誉の『真言陀羅尼蔵の解説』、昭和35年に栂尾祥雲の『秘密事相の研究』、昭和45年に渡辺照宏・大鹿実秋・宮坂宥勝による智山教化資料第四集『常用陀羅尼と諸真言』、吉田恵弘の『金胎両部真言解記』、昭和54年に稲谷祐宣による『普通真言蔵』（浄厳編／稲谷祐宣校注）、昭和60年に八田幸雄の『真言事典』が刊行された。
真言の解読には、一般仏教の知識や密教の経典儀軌はもとより、古典『ヴェーダ』や『ウパニシャッド』、『マハーバーラタ』の英雄詩や古代インド神話の知識を必要とし、しかも音写漢字を還梵するという複雑な作業を踏まなければならない。サンスクリット語やチベット語など各種言語にも精通している必要もあり、真言の研究はまだ成就していない。

## 依用
真言にはそれぞれ出典となる経が存在し、成立の過程が異なる『大日経』 (胎蔵界) と『金剛頂経』 (金剛界) では、真言が異なる。真言の中でも仏尊の名号・種子・本誓を真言にしたものは、比較的容易にその意味が解読されているが、加持に用いる真言などで全く意味不明なものも存在する。しかし、理解できなくても一種の不可思議な霊力がある呪文として取り扱われている。
口誦、念誦真言は、バラモン教やヒンドゥー教のマントラに由来するため「反復」が重視されており、数限りなく唱えられたときに絶大な威力を発揮すると説かれている。遍数には三遍・七遍・百八遍・千遍、十万遍（洛叉）などがあり、例えば、不動明王の真言を30万回（三洛叉）唱えると不動明王の姿を見ることができる、准胝観音の陀羅尼を90万回唱えると一切諸々の罪業が余すところなく消滅する など、数多く真言を唱えることで効果を発揮すると説かれている。空海も実践したと伝えられる「虚空蔵菩薩求聞持法」は、虚空蔵菩薩の真言を100日間ないし50日間で100万遍唱えるもので、修行が成就すれば抜群の記憶力と限りない智慧を獲得できるとされる。
唱え方には以下のものがある。
- 声生念誦 - 心の蓮華の上に法螺貝を観想しそこから声を出すように唱える。
- 蓮華念誦 - 自分の耳に唱える声が聞こえる。
- 金剛念誦 - 唇歯を合わせて舌端を少し動かして唱える。
- 三摩地念誦 - 舌も動かさず、心のみ念ずる。
- 光明念誦 - 口から光明を発しながら唱える。

## 読み癖・慣用音
ぎなた読み
真言陀羅尼は永らく意味を重視せず、口伝により慣用音を伝承してきたため、語句を梵語原文と異なる箇所で区切って読むいわゆる「ぎなた読み」で伝わっていることが少なくない。
「オン・カカカビ・サンマエイ・ソワカ」、「オン・マヤラギラン・デイ・ソワカ」、「オン・ベイシラ・マンダヤ・ソワカ」など。
慣用音
経の翻訳においては玄奘以後五種不翻の原則ができ、とくに真言・陀羅尼は不可思議なる仏の秘密語であるがゆえに翻訳せず原音を漢字で音写した。
玄奘らはサンスクリット語の発音を正確に表記するために苦心し、例えば『大般若波羅蜜多経』では、発音が似た三種類の「バ」すなわち「ba」・「bha」・「va」をそれぞれ「婆」・「薄」・「筏」と書き分け、漢字二字で子音連結を示す記号や長母音を示す記号なども記し、ときには新しい漢字を作ってまで音を写した。そのため、訳経年代の分る真言・陀羅尼は、その時代の漢字発音の索引ともなりうるほどである。しかし、それを筆写してゆくうちに誤字や脱字が生じ、さらに中国から発音の違う日本に入って来た際に読み方が著しく変化した。
日本に伝来した後も、読み方は口伝によるため同じ真言でも宗派や地域によって発音に相違が生じた。
同じ宗派でも、弥勒菩薩の真言を「オン・バイタレイヤ・ソワカ」と発音したり「オン・マイタレイヤ・ソワカ」と発音したりする。他にも「曩莫（namaḥ）」を「ナウマク」「ノウマク」、「縛日羅（vajra）」を「バザラ」「バサラ」、「薩婆訶（svāhā）」を「ソワカ」「ソモコ」「ソコ」と読むなど、様々な読み癖が存在する。
明朝風様式を伝える「黄檗宗」では特に相違が著しく、例えば地蔵菩薩の真言は多くの宗派では「オン・カカカ・ビサンマエイ・ソワカ」と発音するが、黄檗宗では「アン・ホホホ・ビサンモエイ・ソポホ」と発音する。

## 主な真言
真言は、経典によって違いがあり、同じ真言でも宗派によって読み癖が異なるため下記は一例である。どの発音が正しいというものではなく、各宗派ごとの伝承を尊重しなければならない。
サンスクリット文も諸説ある。サンスクリット語の正確な発音をカタカナで表現することは不可能であるので、カタカナ表記は参考程度である。
真言の解釈にも様々な説があり和訳も一例である。

### 代表的な真言
| 名称     | 真言                                                                                     | サンスクリット語 | 訳                                                                                             |
| -------- | ---------------------------------------------------------------------------------------- | --- | ---------------------------------------------------------------------------------------------- |
| 光明真言 | オン・アボキャ・ベイロシャノウ・マカボダラ・マニ・ハンドマ・ジンバラ・ハラバリタヤ・ウン | oṃ amogha vairocana mahā-mudrā maṇi-padma-jvāla pravartaya hūṃ オーン アモーガ ヴァイローチャナ マハームドラー マニパドマジュヴァーラ プラヴァルタヤ フーン | オーン。不空なるヴァイローチャナよ。大印を有する者よ。宝珠よ。蓮華よ。光明を放ち給え。フーン。 |
| 六字真言 | オン・マニ・ハンドマ・ウン                                                               | 梵語：oṃ maṇi padme hūṃ オーン マニ パドメー フーン 蔵語：om ma ni bê mê hum オン マニ ペーメ フーン                                                        | オーン。蓮華の宝珠よ。フーン。                                                                 |
| 心経     | ギャテイ・ギャテイ・ハラギャテイ・ハラソウギャテイ・ボヂ・ソワカ                         | gate gate pāra gate pāra-saṃgate bodhi svāhā ガテー ガテー パーラガテー パーラサンガテー ボーディ スヴァーハー                                              | 往ける者よ。往ける者よ。彼岸に往ける者よ。彼岸に完く往ける者よ。菩提よ。スヴァーハー。         |

### 如来
| 仏         | 真言 | サンスクリット語 | 訳 |
| ---------- | --- | --- | --- |
| 毘盧遮那仏 | 毘盧遮那一字真言：ノウマク・サマンダ・ボダナン・バン | namaḥ samanta-buddhānāṃ vaṃ ナマハ サマンタブッダーナーン ヴァン | 帰命したてまつる。あまねき諸仏に。ヴァン。 |
| 釈迦如来   | ノウマク・サマンダ・ボダナン・バク | namaḥ samanta-buddhānāṃ bhaḥ ナマハ サマンタブッダーナーン バハ | 帰命したてまつる。あまねき諸仏に。バハ。 |
| 釈迦如来   | オン・バ・サラバキリシャ・ニルソナナウ・サラバダルマ・バシタ・ハラハタ・ギャギャナウ・サンマサンマ・ソワカ | oṃ bhaḥ sarva-kleśa-nisādana sarva-dharma-vaśita-prāpta gagana-sama-asama svāhā オーン バハ サルヴァクレシャニサーダナ サルヴァダルマ ヴァシタプラープタ ガガナサマーサマ スヴァーハー | オーン。バハ。一切の煩悩を摧伏する者よ。一切の法に自在を得たる者よ。虚空に等しく無等比なる者よ。スヴァーハー。 |
| 釈迦如来   | オン・ムニムニ・マカムニ・シャカムニ・ソワカ | oṃ muni muni mahāmuni śākyamuni svāhā オーン ムニ ムニ マハームニ シャーッキャムニ スヴァーハー | オーン。聖者よ。聖者よ。大聖者よ。釈迦牟尼よ。スヴァーハー。 |
| 薬師如来   | 大呪：ノウモ・バギャバテイ・バイセイジャ・クロ・ベイルリヤ・ハラバ・アラジャヤ・タタギャタヤ・アラカテイ・サンミャクサンボダヤ タニヤタ・オン・バイセイゼイ・バイセイゼイ・バイセイジャサンボリギャテイ・ソワカ | namo bhagavate bhaiṣajya-guru vaiḍūrya-prabha-rājāya tathāgatāya arhate samyaksambuddhāya tadyathā oṃ bhaiṣajye bhaiṣajye mahā-bhaiṣajya-samudgate svāhā ナモー バガヴァテー バイシャジャグル ヴァイドゥーリャップラバラージャーヤ タターガターヤ アルハテー サムヤクサンブッダーヤ タディヤター オーン バイシャジェー バイシャジェー マハーバイシャジャサムガテー スヴァーハー | 帰命したてまつる。世尊よ。薬師瑠璃光王よ。如来よ。応供よ。正遍知よ。即ち曰く。オーン。医薬よ。医薬よ。偉大なる医薬よ。顕現し給え。スヴァーハー。 |
| 薬師如来   | 中呪（台密）：オン・ビセイゼイ・ビセイゼイ・ビセイジャサンボリギャテイ・ソワカ | oṃ bhaiṣajye bhaiṣajye bhaiṣajya-samudgate svāhā オーン バイシャジェー バイシャジェー バイシャジャサムガテー スヴァーハー | オーン。医薬よ。医薬よ。医薬よ顕現し給え。スヴァーハー。 |
| 薬師如来   | 小呪：オン・コロコロ・センダリ・マトウギ・ソワカ | oṃ huru huru caṇḍāli mātaṅgi svāhā オーン フル フル チャンダーリ マータンギ スヴァーハー | オーン。取り去りたまえ。取り去りたまえ。チャンダーリーよ。マータンギーよ。スヴァーハー。 又は、 オーン 速疾に速疾に センダリ（暴悪の相をなせるもの）よ、マトゥギ（象王よ即ち狂象の如き降伏の相に往するもの）よ スヴァーハー。                                                    |
| 阿弥陀如来 | 小呪：オン・アミリタ・テイセイ・カラ・ウン | oṃ amṛta-teje hara hūṃ オーン アムリタテージェー ハラ フーン | オーン。不死の甘露の威光（甘露威光尊）よ。運載したまえ。フーン。 |
| 阿弥陀如来 | 大呪（十甘露呪、無量寿如来根本陀羅尼）：ナウボウ・アラタンナウトラヤヤ・ノウマク・アリヤミタバヤ・タタギャタヤ・アラカテイ・サンミャク・サンボダヤ・タニャタ・オン・アミリテイ・アミリトドバンベイ・アミリタ・サンバンベイ・アミリタ・ギャルベイ・アミリタ・シッデイ・アミリタ・テイセイ・アミリタ・ビキランテイ・アミリタ・ビキランタ・ギャミネイ・アミリタ・ギャギャナウ・キチキャレイ・アミリタ・ドンドビソバレイ・サラバラタサダネイ・サラバキャラマキレイシャ・キシャヨウ・キャレイ・ソワカ | namo ratna-trayāya, namah ārya-amitābhāya-tathāgatāya-arhate-saṃyak-sambuddhāya. tadyathā oṃ amṛte amṛto-dbhave amṛta-sambhave amṛta-garbhe amṛta-siddhe amṛta-teje amṛta-vikrānte amṛta-vikrānta gāmine amṛta-gagana kīrti-kare amṛta-duṃdubhi svare sarvārtha-sādhane sarva-karma kleśa kṣayaṃ-kare svāhā ナモー ラトナトラヤーヤ ナマハ アーリヤーミターバーヤ タターガターヤ―ルハテー サンミャクサンブッダーヤ ダディヤター オーン アムリトードハヴェー アムリタサンバヴェー アムリタガルベー アムリタスィッデー アムリタテージェー アムリタヴィクラーンテー アムリタヴィクラーンタガーミネー アムリタガガナキールティカレー アムリタドゥンドゥビスヴァレー サルヴァールタサーダネー サルヴァカルマクレーシャ クシャヤンカレー スヴァーハー | 帰命したてまつる。三宝に。帰命したてまつる。聖無量光如来応供正覚尊に。即ち。オーン。甘露尊よ。甘露所生尊よ。甘露能生尊よ。甘露胎蔵尊よ。甘露成就尊よ。甘露威光尊よ。甘露遊戯尊よ。甘露遊行尊よ。甘露広説尊よ。甘露鼓音尊よ。一切義成就尊よ。一切悪業因縁除滅尊よ。スヴァーハー。 |
| 海音如来   | 雨宝呪心真言：オン・バソダレイ・ソワカ | oṃ vasu dare svāhā オーン ヴァス ダレー スヴァーハー | オーン。財宝を所有する者よ。スヴァーハー。 |
| 海音如来   | 雨宝呪心中心真言：オン・シリバソ・ソワカ | oṃ srī vasu svāhā オーン シュリー ヴァス スヴァーハー | オーン。めでたき財宝よ。スヴァーハー。 |
| 海音如来   | 雨宝咒小心真言：オン・バソ・ソワカ | oṃ vasu svāhā オーン ヴァス スヴァーハー | オーン。財宝よ。スヴァーハー。 |

#### 金剛界五仏
| 仏                         | 真言                                                                                             | サンスクリット語 | 訳                                                                     |
| -------------------------- | ------------------------------------------------------------------------------------------------ | --- | ---------------------------------------------------------------------- |
| 大日如来                   | 成身会：オン・バサラ・ダトバン                                                                   | oṃ vajra-dhātu vaṃ オーン ヴァジュラダートゥ ヴァン | オーン。金剛界よ。ヴァン。                                             |
| 大日如来                   | 三昧耶会：バザラ・キジャナン・アク                                                               | vajrajñām aḥ ヴァジュラジュニャーナン アハ | 金剛智なり。アハ。                                                     |
| 大日如来                   | 三昧耶会：オン・バザラダダビシバリ・ウン・バジリニ                                               | oṃ vajradhātviśvari hūṃ vajriṇi オーン ヴァジュラダートヴィシュヴァリ フーン ヴァジュリニ                                                              | オーン。金剛界自在女よ。フーン。金剛女よ。                             |
| 大日如来                   | 微細会：オン・ソキシマ・バザラジャナ・サンマヤ・ウン                                             | oṃ sūkṣmavajrajñāsamaya hūṃ オーン スークシュマヴァジュラジュニャーナサマヤ フーン                                                                     | オーン。微細なる金剛智の誓願ある者よ。フーン。                         |
| 大日如来                   | 供養会：オン・サラバタタギャ・バザラダトバ・ドタラ・ホジャ・ソハランダ・サンマエイ・ウン         | oṃ sarvatathāgata vajra-dhātvanuttarapūjāspharaṇasamaye hūṃ オーン サルヴァタターガタ ヴァジュラダートヴァヌッタラプージャスパラニャサマイェー フーン  | オーン。一切如来金剛界のこの上なき広大な供養を誓願した者よ。フーン。   |
| 大日如来                   | 四印会：オン・サラバタタギャ・ボシチ・バン                                                       | oṃ sarvatathāgatamuṣṭi vaṃ オーン サルヴァタターガタムシュティ ヴァン                                                                                  | オーン。一切如来の掬持よ。ヴァン。                                     |
| 阿閦如来                   | 成身会オン・アキシュビヤ・ウン                                                                   | oṃ akṣobhya hūṃ オーン アクショーッビャ フーン | オーン。不動の者よ。フーン。                                           |
| 阿閦如来                   | 三昧耶会：バザラ・キジャナン・ウン                                                               | vajrajñām hūṃ ヴァジュラジュニャーナン フーン | 金剛智なり。フーン。                                                   |
| 阿閦如来                   | 供養会：オン・サラバタタギャ・バザラサトバ・ドタラ・ホジャ・ソハランダ・サンマエイ・ウン         | oṃ sarvatathāgata vajra-sattvānuttarapūjāspharaṇasamaye hūṃ オーン サルヴァタターガタ ヴァジュラサットヴァ―ヌッタラプージャスパラニャサマイェー フーン | オーン。一切如来金剛薩埵のこの上なき広大な供養を誓願した者よ。フーン。 |
| 宝生如来                   | オン・アラタンナウサンバンバ・タラク                                                             | oṃ ratna-sambhava trāḥ オーン ラトナサンバヴァ トラーハ                                                                                                | オーン。宝を発生する者よ。トラーハ。                                   |
| 宝生如来                   | 三昧耶会：バザラ・キジャナン・タラク                                                             | vajrajñām trāḥ ヴァジュラジュニャーナン トラーハ | 金剛智なり。トラーハ。                                                 |
| 宝生如来                   | 供養会：オン・サラバタタギャ・バザラアラタンノウ・アドタラ・ホジャ・ソハランダ・サンマエイ・ウン | oṃ sarvatathāgata vajra-ratnānuttarapūjāspharaṇasamaye hūṃ オーン サルヴァタターガタ ヴァジュララトナ―ヌッタラプージャスパラニャサマイェー フーン      | オーン。一切如来金剛宝部のこの上なき広大な供養を誓願した者よ。フーン。 |
| 観自在王如来（無量寿如来） | オン・ロケイジンバラ・アランジャ・キリク                                                         | oṃ lokeśvara-rāja hrīḥ オーン ローケーッシュヴァララージャ フリーヒ                                                                                    | オーン。世自在の王よ。フリーヒ。                                       |
| 観自在王如来（無量寿如来） | 三昧耶会：バザラ・キジャナン・キリク                                                             | vajrajñām hrīḥ ヴァジュラジュニャーナン フリーヒ | 金剛智なり。フリーヒ。                                                 |
| 観自在王如来（無量寿如来） | 供養会：オン・サラバタタギャ・バザラタラマ・ドタラ・ホジャ・ソハランダ・サンマエイ・ウン         | oṃ sarvatathāgata vajra-dharmānuttarapūjāspharaṇasamaye hūṃ オーン サルヴァタターガタ ヴァジュラダルマ―ヌッタラプージャスパラニャサマイェー フーン     | オーン。一切如来金剛法のこの上なき広大な供養を誓願した者よ。フーン。   |
| 不空成就如来               | 成身会オン・アボキャシッデイ・アク                                                               | oṃ amogha-siddhe aḥ オーン アモーガスィッデー アハ | オーン。空しからず成就させる者よ。アハ。                               |
| 不空成就如来               | 三昧耶会：バザラ・キジャナン・アク                                                               | vajrajñām āḥ ヴァジュラジュニャーナン アーハ | 金剛智なり。アーハ。                                                   |
| 不空成就如来               | 供養会：オン・サラバタタギャ・バザラキャラマ・ドタラ・ホジャ・ソハランダ・サンマエイ・ウン       | oṃ sarvatathāgata vajra-karmānuttarapūjāspharaṇasamaye hūṃ オーン サルヴァタターガタ ヴァジュラカルマ―ヌッタラプージャスパラニャサマイェー フーン      | オーン。一切如来金剛業のこの上なき広大な供養を誓願した者よ。フーン。   |

#### 胎蔵五仏
| 仏                        | 真言                                                     | サンスクリット語                                                                                  | 訳                                                               |
| ------------------------- | -------------------------------------------------------- | ------------------------------------------------------------------------------------------------- | ---------------------------------------------------------------- |
| 大日如来                  | ノウマク・サマンダ・ボダナン・ア・ビ・ラ・ウン・ケン     | namaḥ samanta-buddhānām a vi ra hūṃ khaṃ ナマハ サマンタブッダーナーン ア ヴィ ラ フーン カーン   | 帰命したてまつる。あまねき諸仏に。地、水、火、風、空。           |
| 大日如来                  | ノウマク・サマンダ・ボダナン・ア・バン・ラン・カン・ケン | namaḥ samanta-buddhānām a vaṃ raṃ haṃ khaṃ ナマハ サマンタブッダーナーン ア ヴァン ラン ハン カン | 帰命したてまつる。あまねき諸仏に。地、水、火、風、空。           |
| 宝幢如来                  | ノウマク・サマンダボダナン・ラン・ラク・ソワカ           | namaḥ samanta-buddhānām raṃ raḥ svāhā ナマハ サマンタブッダーナーン ラン ラハ スヴァハー          | 帰命したてまつる。あまねき諸仏に。ラン。ラハ。スヴァハー。       |
| 開敷華王如来              | ノウマク・サマンダボダナン・バン・バク・ソワカ           | namaḥ samanta-buddhānāṃ vaṃ vaḥ svāhā ナマハ サマンタブッダーナーン ヴァン ヴァハ スヴァーハー    | 帰命したてまつる。あまねき諸仏に。ヴァン。ヴァハ。スヴァーハー。 |
| 無量寿如来 （阿弥陀如来） | ノウマク・サマンダボダナン・サン・サク・ソワカ           | namaḥ samanta-buddhānāṃ saṃ saḥ svāhā ナマハ サマンタブッダーナーン サン サハ スヴァーハー        | 帰命したてまつる。あまねき諸仏に。サン。サハ。スヴァーハー。     |
| 天鼓雷音如来              | ノウマク・サマンダボダナン・カン・カク・ソワカ           | namaḥ samanta-buddhānāṃ haṃ haḥ svāhā ナマハ サマンタブッダーナーン ハン ハハ スヴァーハー        | 帰命したてまつる。あまねき諸仏に。ハン。ハハ。スヴァーハー。     |

### 仏頂尊
| 諸尊         | 真言 | サンスクリット語 | 訳 |
| ------------ | --- | --- | --- |
| 尊勝仏頂     | 小心真言オン・アミリタ・テイジャバチ・ソワカ | oṃ amṛta-tejavati svāhā オーン アムリタテージャヴァティ スヴァーハー | オーン。不死の甘露の威光を スヴァーハー。 |
| 尊勝仏頂     | 随心真言オン ボロン ソワカ オン アミリタ アユダディ ソワカ                                                                                                   | oṃ bhrūṃ svāhā. oṃ amṛta āyur-datte svāhā オーン ブルーン スヴァーハー オーン アムリタ アーユルダッテー スヴァーハー | オーン ブルーン スヴァーハー オーン 不死の甘露の寿命を与える者よ スヴァーハー |
| 一字金輪仏頂 | ノウマク・サマンダ・ボダナン・ボロン | namaḥ samanta-buddhānāṃ bhrūṃ ナマハ サマンタブッダーナーン ブルーン | 帰命したてまつる。あまねき諸仏に。ブルーン。 |
| 仏眼仏母     | ナウボウ・バギャバテイ・ウシュニシャヤ・オン・ロロ・ソボロ・ジンバラ・チシュタ・シッダ・ロシャニ・サラバアラタ・サダニエイ・ソワカ                           | namo bhagabate uṣṇīṣāya oṃ ru ru sphuru jvala tiṣṭha siddhalocane sarvārtha-sādhaniye svāhā ナモー バガバテー ウッシュニーシャーヤ オーン ル ル スプル ジュヴァラ ティッシュタ スィッダローチャネー サルヴァールタサーダニイェー スヴァーハー                                       | 帰命したてまつる。世尊、仏頂に。オーン。破砕したまえ。破砕したまえ。遍満したまえ。輝きたまえ。発起したまえ。神通眼の尊よ。一切の利益を成就せる尊よ。スヴァーハー。                 |
| 仏眼仏母     | ノウマク・サマンダ・ボダナン・オン・ボダロシャニ・ソワカ | namaḥ samanta-buddhānāṃ oṃ buddha-locani svāhā ナマハ サマンタブッダーナン オーン ブッダローチャニ スヴァーハー | 帰命したてまつる。あまねき諸仏に。オーン。仏眼尊よ。スヴァーハー。 |
| 仏眼仏母     | ノウマク・サマンダボダナン・ゲン・ギャギャナバララキシャネディ・ギャギャナサンメ・サラバタトギャタ・ビキ・サラサンバベイ・ジンバラ・ナモ・ボギャナン・ソワカ | namaḥ samantabuddhāna-ṃ gaṃ gaganavaralakṣaṇe gaganasamesarvatrodgatabhiḥ sārasambhave jvala namo 'moghānāṃ svāhā ナマハ サマンタブッダーナーン ガン ガガナヴァララクシャネー ガガナサメサルヴァトローッドガタヴィヒ サーラサンバヴェ ジュヴァラ ナモー モーガーナーン スヴァーハー | 帰命したてまつる。あまねき諸仏に。ガン。虚空の優れた特相を持つ者よ。虚空に等しい者よ。全ての処に出現する者よ。降伏する者よ。輝け。帰命したてまつる。あまねき不空に。スヴァーハー。 |
| 白傘蓋仏頂   | ノウマク・サマンダ・ボダナン・アハラチカタ・・シャサノウナン・オン・タタギャト・シニシャ・アノウバロキタ・モリタ・シャキラ・バチラ・オン・ママ・ウン・ジャ   | namaḥ samanta buddhānāṃ oṃ tathāgatoṣṇīṣa anavalokitāmūrdha hūṃ mā mā ma ma, huṃ nī ナマハ サマンタブッダーナーン オーン タターガトーシュニーシャ アナヴァローキタームールダ フーン マー マー マ マ フーン ニー                                                                     | 。 |
| 白傘蓋仏頂   | ノウマク・サマンダ・ボダナン・ラン・シッタタハンダラ・ウシュニシャ・ソワカ                                                                                   | | 。 |
| 白傘蓋仏頂   | 八句陀羅尼：オン・アナレイ・ビシャダ・ビラ・バジラダリ・バンダ・バンダニ・バジラバニ・ハン・フーン・トルーン・ハン・ソワカ                                   | oṃ anale viśada vaīra vajradari bandha-bandhani vajrapāni phat hūm trūṃ phat svāhā オーン アナレー ヴィシャダ ヴァイラ ヴァジュラダリ バンダ バンダニ バジュラパーニ パット フーン トルーン パット スヴァーハー                                                                     | オーン。如来善逝阿羅漢正等覚に礼拝す。パット。フーン。トルーン。パット。スヴァーハー。                                                                                             |

### 菩薩
| 諸尊                 | 真言 | サンスクリット語 | 訳 |
| -------------------- | --- | --- | --- |
| 金剛波羅密菩薩       | 成身会、供養会：オン・サトババジリ・ウン | oṃ sattvavajri hūṃ オーン サットヴァヴァジュリ フーン | オーン。薩埵金剛女よ。フーン。 |
| 金剛波羅密菩薩       | 三昧耶身会：バザラシリ・ウン | vajraśri hūṃ ヴァジュラシュリ フーン | 金剛吉祥女よ。フーン。 |
| 金剛波羅密菩薩       | 三昧耶身会：オン・バザラシリ・ウン | vajraśri hūṃ ヴァジュラシュリ フーン | 金剛吉祥女よ。フーン。 |
| 金剛薩埵             | オン・バザラサトバ・アク | oṃ vajra-sattva āḥ オーン ヴァジュラサットヴァ アーハ | オーン。金剛薩埵よ。アーハ。 |
| 金剛薩埵             | オン・サンマヤ・サトバン | oṃ samayas tvaṃ オーン サマヤス トヴァン | オーン。汝は三昧耶なり |
| 金剛薩埵             | 供養会：オン・サラバタタギャタ・サラバタマ・ニリヤタノウ・ホジャソハランダ・キャラマ・バジリ・アク | oṃ sarvatathāgata sarvātmani ryātanapūjāspharaṇa karma vajri āḥ オーン サルヴァタターガタ サルヴァートマニ リヤータナプージャ―スパラニャ カルマ バジュリ アーハ | オーン。一切如来に全身全霊を捧げる広大な供養をする金剛女よ。アーハ。 |
| 金剛薩埵             | 四印会オン・キリダヤマニシタニ・サラバタタギャタナン・シジヤタン | oṃ hṛdayamanīṣitāni sarvatathāgatana-ṃ sidhyantām オーン フリダヤマニーシターニ サルヴァタターガターナーン スィッディヤンターン | オーン。一切如来の心からの願望が成就せんことを。 |
| 金剛薩埵             | ノウマク・サマンダ・ボダナン・センダマカロシャダ・ウン | namaḥ samanta-buddhānāṃ caṇḍamahāroṣaṇa hūṃ ナマハ サマンタ ブッダーナーン チャンダマハーローシャナ フーン | 帰命したてまつる。あまねき諸仏に。暴悪な大忿怒なる者よ。フーン。 |
| 金剛薩埵             | ノウマク・サマンダ・バザラダン・バザラモコ・カン | namaḥ samanta-vajrānāṃ vajrātmako 'haṃ ナマハ サマンタ ヴァジュラーナーン バジュラートーマコー ハン | あまねき諸金剛尊に帰命したてまつる。我は、金剛の我性を有す者なり。 |
| 金剛薩埵             | オン・サラバ・タタギャタ・サラバタマ・ニリヤタンノウ・ホジャ・ソハランダ・キャラマ・バジリ・アク | oṃ sarva-tathāgata-sarva-ātma-niryātana-pūja-spharaṇa-karma-vajri āḥ オーン サルヴァタターガタ サルヴァートマ ニリヤータナプージャ スパラナカルマ ヴァジュリ アーハ | オーン。一切如来の一切に己が身を奉献する供養をもって遍覆する業の金剛ある者よ。アーハ。 |
| 弥勒菩薩（慈氏菩薩） | オン・マイタレイヤ・ソワカ | oṃ maitreya svāhā オーン マイトレーヤ スヴァーハー | オーン。慈愛なる者よ。スヴァーハー。 |
| 弥勒菩薩（慈氏菩薩） | ノウマク・サマンダボダナン・マカユギャ・ユギニユゲイジンバリ・カンジャリケイ・ソワカ | namaḥ samanta-buddhānāṃ mahā-yaga yoginiyoge-śvari khāñjalike svāhā ナマハ サマンタブッダーナーン マハーヤガ ヨーギニヨーゲーッスヴァリ カーンジャリケー スヴァーハー | 帰命したてまつる。あまねき諸仏に。偉大な瑜伽行者よ。瑜伽自在者よ。虚心合掌する者よ。スヴァーハー。                                                                                               |
| 弥勒菩薩（慈氏菩薩） | 中呪：ノウマク・サマンダ・ボダナン・アジタジャヤ・サラバ・サトバ・シャヤドギャタ・ソワカ | namaḥ samanta-buddhānāṃ ajitaṃjaya sarva-sattva-āśaya-anugata svāhā ナマハ サマンタブッダーナーン アジタンジャヤ サルヴァサットヴァーシャヤーヌガタ スヴァーハー | 帰命したてまつる。あまねき諸仏に。未降伏者を降伏する者よ。一切有情の意楽に随順する者よ。スヴァーハー。                                                                                           |
| 弥勒菩薩（慈氏菩薩） | 大呪（弥勒菩薩根本陀羅尼）ナウボウ・アラタンナウ・トラヤヤ・ノウマク・アリヤバロキテイジンバラヤ・ボウジサトバヤ・マカサトバヤ・マカキャロニキャヤ・タニャタ・オン・マイタレイ・マイタレイ・マイタラ・マナウセン・マイタラ・サンバンベイ・マイタロ・ドバンベイ・マカサンマヤ・ソワカ                                                 | namo ratna-trayāya, nama āryāvalokiteśvarāya bodhi-sattvāya mahāsatvāya mahākāruṇikāya tad-yathā, oṃ, maitre maitre maitra-manasi maitra-sambhave maitra-udbhave mahāsamaye svāhā ナモー ラトナトラヤーヤ ナマ アーリヤーヴァローキテーッシュヴァラ ボーディサットヴァーヤ マハーサットヴァーヤ マハーカールニカーヤ タディヤター オーン マイトレー マイトレー マイトラマナスィ マイトラサンバヴェー マイトラウドバヴェー マハーサマイェー スヴァーハー | 帰命したてまつる。三宝に。帰命したてまつる。聖観自在菩薩に。摩訶薩大悲尊に。即ち曰く。オーン。慈愛に。慈愛に。慈愛の意に。慈愛より生ずる尊に。慈愛によって発生せられた大三昧耶に。スヴァーハー。 |
| 文殊菩薩             | ノウマク・サマンダボダナン・マン・ケイケイ・クマラ・ビモキチ・ハッタ・シッタイタ・サマラ・サマラ・ハラチネン・ソワカ | namaḥ samanta-buddhānāṃ maṃ he he kumāraka vimukti-patha-sthita smara smara pratijñāṃ svāhā ナマハ サマンタブッダーナーン マン ヘー ヘー クマーラカ ヴィムックティ パッタ スティッタ スマラ スマラ プラティジュナーン スヴァーハー | 帰命したてまつる。あまねき諸仏に。マン。おお童子よ。解脱道に住するものよ。憶念せよ。憶念せよ。本願を。スヴァーハー。                                                                             |
| 文殊菩薩             | ノウマク・サマンダボダナン・ア・ベイダビデイ・ソワカ | namaḥ samanta-buddha-na-ṃ ā vedavide svāhā ナマハ サマンタブッダーナーン アー ヴェーダヴィデー スヴァーハー | 帰命したてまつる。あまねき諸仏に。アー。知識ある者よ。スヴァーハー。 |
| 文殊菩薩             | オン・ドギャ・シナ・ダン | om duḥkha ccheda dham オーン ドゥッカ チェーダ ダン | オーン。苦を断除する者よ。ダン。 |
| 文殊菩薩             | 心呪（五字心真言）：オン・アラハシャノウ | oṃ a ra pa ca na オーン ア ラ パ チャ ナ | オーン。ア。ラ。パ。チャ。ナ。 |
| 勢至菩薩             | オン・サン・ザン・ザン・サク・ソワカ | oṃ saṃ jaṃ jaṃ saḥ svāhā オーン サン ジャン ジャン サハ スヴァーハー | オーン。サン。ジャン。ジャン。サハ。スヴァーハー。 |
| 普賢菩薩             | オン・サンマヤ・サトバン | oṃ samayas tvaṃ オーン サマヤス トヴァン | オーン。汝は三昧耶なり |
| 普賢菩薩             | ノウマク・サマンダ・ボダナン・アン・アク・ソワカ | namaḥ samanta-buddhānāṃ aṃ aḥ svāhā ナマハ サマンタブッダーナーン アン アハ スヴァーハー | 帰命したてまつる。あまねき諸仏に。アン。アハ。スヴァーハー。 |
| 普賢菩薩             | ノウマク・サマンダ・ボダナン・サマンタドギャタ・ベイラジャ・ダルマ・ネジャタ・マカ・マカ・ソワカ | namaḥ samanta-buddhānāṃ samatā-anugata viraja-dharma-nirjāta-mahā mahā svāhā ナマハ サマンタブッダーナーン サマターヌガタ ヴィラジャ ダルマ ニルジャータ マハー マハー スヴァーハー | 帰命したてまつる。あまねき諸仏に。平等性に随至する者よ。無垢の法より生じたる大中の大なる者よ。スヴァーハー。                                                                                     |
| 普賢菩薩             | オン・サンマンタバダラヤ・アク | oṃ samantabhadrāya aḥ オーン サマンタバドラーヤ アーハ | オーン。あまねく賢き者に。アハ。スヴァーハー。 |
| 普賢延命菩薩         | オン・バサラ・ユセイ・ソワカ | oṃ vajrāyuṣe svāhā オーン ヴァジュラユセー スヴァーハー | オーン。金剛寿命尊よ。スヴァーハー。 |
| 般若菩薩             | オン・ヂク・シリ・シュロダ・ビジャエイ・ソワカ | oṃ dhīḥ śrī-śrūta-vijaye svāhā オーン ディーヒ シュリーシュルータヴィジャイェー スヴァーハー | 帰命したてまつる。ディーヒ。吉祥の名声を獲得せる者よ。スヴァーハー。 |
| 地蔵菩薩             | オン・カカカ・ビサンマエイ・ソワカ | oṃ ha ha ha vismaye svāhā オーン ハ ハ ハ ヴィスマイェー スヴァーハー | 帰命したてまつる。ハ、ハ、ハ。希有なる者よ。スヴァーハー。 |
| 地蔵菩薩             | 勝軍地蔵真言：ノウマク・サマンダ・ボダナン・カカカ・ソタド・ソワカ | Namaḥ samanta buddhānāṃ Ha ha ha sutanu svāhā ナマハ サマンタブッダーナーン ハ ハ ハ スタヌ スヴァーハー | 帰命したてまつる。あまねき諸仏に。ハ、ハ、ハ。妙身ある者よ。スヴァーハー。 |
| 虚空蔵菩薩           | 三昧耶真言：オン・バザラ・アラタンナウ・ウン | oṃ vajra ratna hūṃ オーン ヴァジュラ ラトナ フーン | オーン。金剛宝よ。フーン。 |
| 虚空蔵菩薩           | ノウボウ・アキャシャキャラバヤ・オン・アリキャ・マリ・ボリ・ソワカ | namo ākāśa-garbhāya oṃ alika māli muli svāhā ナモー アーカーシャガルバーヤ オーン アリカ マーリ ムリ スヴァーハー | 帰命したてまつる。虚空蔵尊よ。オーン。怨敵を打ち滅ぼす者よ。スヴァーハー。 |
| 虚空蔵菩薩           | ノウマク・サマンダ・ボダナン・アキャシャ・サンマンダドギャタ・ビシッタラン・バラダラ・ソワカ | namaḥ samantabuddhānāṃ ākāśasamanta-nugata vicitrāmbara dhara svāhā ナマハ サマンタブッダーナーン アーカーシャサマンタヌガタ ヴィチットラーンバラ ダラ スヴァーハー | 帰命したてまつる。あまねき諸仏に。虚空に同等なる者よ。色とりどりの衣を纏いし者よ。スヴァーハー。                                                                                                 |
| 虚空蔵菩薩           | オン・ギャギャナウ・ゲンジャヤ・ア・ソワカ | oṃ gaganagaṅ jāya ā svāhā オーン ガガナガンジャーヤ アー スヴァーハー | オーン。虚空蔵に。アー。スヴァーハー。 |
| 虚空蔵菩薩           | オン・ギャギャネイ・ギャギャナロシャネイ・ウン | oṃ gagane gaganalocane hūṃ オーン ガガネー ガガナローチャネー フーン | オーン。虚空に。虚空眼に。フーン。 |
| 延命菩薩             | オン・トン・バザラ・ユク | oṃ ṭuṃ vajra yuḥ オーン トゥン ヴァジュラ ユフ | オーン。調伏金剛尊よ。ユフ。 |
| 大随求菩薩           | 一切如来随心真言：オン・バラ・バラ・サンバラ・サンバラ・インドリヤビジュダネ・ウン・ウン・ロロ・サレイ・ソワカ | oṃ bhara bhara sambhara sambhara indriya-viśuddhane hūṃ hūṃ ruru cale svāhā オーン バラ バラ サンバラ サンバラ インドリヤヴィシュッダネー フーン フーン ルル チャレー スヴァーハー | オーン。済度したまえ。済度したまえ。広く済度したまえ。広く済度したまえ。六根浄化尊よ。浄めたまえ。浄めたまえ。破砕したまえ。遊行尊よ。スヴァーハー。                                             |
| 大随求菩薩           | 一切如来心中心真言オン・サラバタターギャタボリテイ・ハラバラビギャタ・バエイ・シャマヤソバメイ・バギャバチ・サラバハンベイ・ビャク・ソバサチラバンバト・ボニボニ・ビボニ・シャレイ・シャラネイ・バヤビギャテイ・バヤカラネイ・ボウヂボウヂ・ボウダヤボウダヤ・ボウヂリボウヂリ・サラバタターギャタ・キリダイヤ・ジュシッタイ・ソワカ | oṃ sarva-tathāgata-mūrtte pravara-vigata-bhaye śamaya-sva-me bhagavati sarva-pāpe bhyaḥ svastir-bhavatu muni-muni vimuni-(vimuni) cari-calane (bhagavate) bhaya-vigate bhaya-haraṇi bodhi-bodhi bodhaya-bodhaya buddhili-buddhili sarva-tathāgata-hṛdaya-juṣṭe svāhā オーン サルヴァタターガタムールテー プラバラビガタバイェー シャマーヤスヴァ メー バガヴァティ サルヴァパーペーッビャハ スヴァスティル バヴァトゥ ムニ ムニ ヴィムニ チャレー チャラネー ヴァヤヴィガテー バヤハーラネー ボーディ ボーダヤ ボーダヤ ブッディリ ブッディリ サルヴァタターガタフリダイヤ ジュステー スヴァーハー | |
| 除悪趣菩薩           | ノウマク・サマンダ・ボダナン・ドバンシャナン・アビュダラ・ニサトバダトン・ソワカ | namaḥ samanta-buddhānāṃ dhvaṃsa naṃ abhyuddhara niḥsattvadhātuṃ svāhā ナマハ サマンタブッダーナーン ドヴァンサ ナン アッビュッダラ ニヒサットヴァダートゥン スヴァーハー | 帰命したてまつる。あまねき諸仏に。除去しため。ナン。悪趣界を救いたまえ。スヴァーハー。 |
| 馬鳴菩薩             | オン・バザラ・シャキャラ・ウン・ジャク・ウン・バン・コク | oṃ vajra-cakra hūṃ jaḥ hūṃ vaṃ hoḥ オーン ヴァジュラチャックラ フーン ジャハ フーン ヴァン ホーホ | オーン。金剛輪尊よ。フーン。ジャハ。フーン。ヴァン。ホーホ。 |
| 日光菩薩             | オン・ソリヤハラバヤ・ソワカ | oṃ sūryaprabhaya svāhā オーン スーリヤップラバヤ スヴァーハー | オーン。太陽の様に輝ける者よ。スヴァーハー。 |
| 日光菩薩             | オン・ロホウニュタ・ソワカ | oṃ rūpoddyota svāhā オーン ルーポッデョータ スヴァーハー | オーン。姿輝ける者よ。スヴァーハー。 |
| 月光菩薩             | オン・センダラ・ハラバヤ・ソワカ | oṃ candraprabhaya svāhā オーン チャンドラップラバヤ スヴァーハー | オーン。月の様に輝ける者よ。スヴァーハー。 |
| 多羅菩薩             | ノウマク・サマンダ・ボダナン・キャロダオンバベイ・タレイ・タリニ・ソワカ | namaḥ samanta-buddhānāṃ karuṇa-udbhave tāre tāriṇi svāhā ナマハ サマンタブッダーナーン カルノードバヴェー ターレー ターリニ スヴァーハー | 帰命したてまつる。あまねき諸仏に。悲愍より生じたる救母よ。救度する者よ。スヴァーハー。 |

#### 観音菩薩
| 仏           | 真言 | サンスクリット語 | 訳 |
| ------------ | --- | --- | --- |
| 聖観音       | オン・アロリキャ・ソワカ | oṃ ālolik svāhā オーン アーローリク スヴァーハー | オーン。泥土より生じた者よ。スヴァーハー。 |
| 聖観音       | ノウマク・サマンダ・ボダナン・サラバ・タタギャタバロキタ・ギャロダ・マヤ・ラララ・ウン・ジャク・ソワカ | namaḥ samanta-buddhānāṃ sarva-tathāgata-avalokita-karuṇā-maya ra ra ra hūṃ jaḥ svāhā ナマハ サマンタブッダーナーン サルヴァタターガターヴァローキタカルナーマヤ ラ ラ ラ フーン ジャハ スヴァーハー | 帰命したてまつる。あまねき諸仏に。一切如来の観見する者よ慈悲深き者よ。ラ、ラ、ラ。フーン。ジャハ。スヴァーハー。 |
| 聖観音       | ノウマク・サマンダボダナン・ボダタランジ・サンボリチ・バラダノウ・キャリ・ダラ・ダラ・ダラヤ・ダラヤ・サラバン・バキャバチ・アキャラバチ・サンマエイ・ソワカ | namaḥ samantabuddhānāṃ buddhadhāraṇi smṛtibaladhanakāri dhara dhara dhāraya dhāraya sarvaṃ bhagavaty ākāravati samaye svāhā ナマハ サマンタブッダーナーン ブッダダーラニ スンリティバラダナカーリ ダラ ダラ ダーラヤ ダーラヤ サルヴァン バガヴァティ アーカーラヴァティ サマイェー スヴァーハー | 帰命したてまつる。あまねき諸仏に。仏陀の保持者よ。念と力を所有する者よ。保持せよ。保持せよ。一切を保持せよ。保持せよ。形相をそなえた世尊よ。本誓ある者よ。スヴァーハー。                                                           |
| 十一面観音   | オン・ロケイジンバラ・ラジャ・キリク | oṃ lokeśvara-rāja hrīḥ オーン ローケーッシュヴァララージャ フリーヒ | オーン。世自在の王よ。フリーヒ。 |
| 十一面観音   | オン・マカ・キャロニキャ・ソワカ | oṃ mahā-kāruṇikāya svāhā オーン マハーカールニカーヤ スヴァーハー | オーン。大悲を持てる者よ。スヴァーハー。 |
| 千手観音     | 大悲心陀羅尼：大悲心陀羅尼を参照 | | |
| 千手観音     | 大悲呪心呪：オン・バザラ・タラマ・キリク・ソワカ | oṃ vajra-dharma hrīḥ オーン ヴァジュラ ダルマ フリーヒ | オーン。金剛法よ。フリーヒ。 |
| 准胝観音     | 大準提呪：ノウボ・サッタナン・サンミャクサンボダ・クチナン・タニヤタ・オン・シャレイ・シュレイ・ソンデイ・ソワカ | namaḥ saptānāṃ saṃyak-sambuddha-koṭināṃ tadyathā oṃ cale cūle cundī svāhā ナマハ サプターナーン サムヤクサンブッダコーチナーン タディヤター オーン チャレー チューレー チュンディー スヴァーハー | 帰命したてまつる。7千万）人の正等覚よ。即ち曰く。オーン。遊行尊よ。頂髻尊よ。清浄尊よ。スヴァーハー。 |
| 准胝観音     | 小準提呪：オン・シャレイ・シュレイ・ジュンテイ・ソワカ | oṃ cale cūle cundī svāhā オーン チャレー チューレー チュンディー スヴァーハー | オーン。遊行尊よ。頂髻尊よ。清浄尊よ。スヴァーハー。 |
| 如意輪観音   | 大心陀羅尼（心秘密真言）：オン・ハンドメイ・シンダマニ・ジンバラ・ウン | oṃ padme cintāmani jvala hūm オーン パドメー チンターマニ ジュヴァラ フーン | オーン。蓮華尊よ。如意宝珠尊よ。火焔尊よ。フーン。 |
| 如意輪観音   | 小心陀羅尼（心中心真言）：オン・バラダ・ハンドメイ・ウン | oṃ varada-padme hūm オーン ヴァラダ パドメー フーン | オーン。施願（施与）したもう蓮華尊よ。フーン。 |
| 如意輪観音   | 根本陀羅尼：ナウボウ・アラタンナウ・タラヤヤ・ノウマク・アリヤ・バロキテイ・ジンバラヤ・ボウジサトバヤ・マカサトバヤ・マカキャロニキャヤ・タニャタ・オン・シャキャラバリチ・シンダマニ・マカハンドメイ・ロロ・チシュタ・ジンバラ・アキャラシャヤ・ウン・ハッタ・ソワカ | namo ratna-trayāya nama āryāvalokiteśvarāya bodhi-sattvāya mahā-sattvāya mahā-kāruṇikāya Tadyathā oṃ cakra-varti cintāmaṇi mahā-padme, ru ru tiṣṭhat jvala, ākarṣāya hūṃ phaṭ svāhā ナモー ラトナトラヤーヤ ナマ アーリヤーヴァローキテーッシュヴァラーヤ ボーディサットヴァーヤ マハーサットヴァーヤ マハーカールニカーヤ タディヤター オーン チャックラヴァルティ チンターマニ マハーパドメー ル ル ティシュタット ジュヴァラ アーカルシャーヤ フーン パット スヴァーハー | 帰命したてまつる。三珠よ。帰命したてまつる。聖観自在菩薩よ。大衆生よ。大悲を持てる者（大悲尊）よ。即ち曰く。オーン。転輪聖王よ。如意宝珠尊よ。大蓮華尊よ。ルル。とどまりたまえ。光明を引摂したまえ。フーン。パット。スヴァーハー。 |
| 馬頭観音     | オン・アミリト・ドバンバ・ウン・ハツタ・ソワカ | oṃ amṛtodbhava hūm phaṭ svāhā オーン アムリトードバヴァ フーン パット スヴァーハー | オーン。不死の甘露より生起した者よ。フーン。パット。スヴァーハー。 |
| 馬頭観音     | ノウマク・サマンダ・ボダナン・キャナヤ・バンジャ・ソハタヤ・ソワカ | namaḥ samantabuddhānāṃ khādaya bhañja sphoṭaya svāhā ナマハ サマンタブッダーナーン カーダヤ バンニャ スポータヤ スヴァーハー | 帰命したてまつる。あまねき諸仏に。噛砕せよ。粉砕せよ。破壊せよ。スヴァーハー。 |
| 不空羂索観音 | 随作事成就真言：オン・アボキャ・ビジャシャ・ウン・ハッタ | oṃ amogha-vijaya hūm phaṭ オーン アモーガヴィジャヤ フーン パット | 帰命してたまつる。不空の勝者よ。フーン。パット。 |
| 不空羂索観音 | 秘密小心真言：オン・ハンドマ・ダラ・アボキャ・ジャヤニ・ソロソロ・ソワカ | oṃ padma-dhara-amogha-jayani suru suru svāhā オーン パドマダラアモーガジャヤニ スル スル スヴァーハー | オーン。蓮華を持ちて、空しからず調伏する者よ。出現したまえ。出現したまえ。スヴァーハー。 |
| 不空羂索観音 | オン・アボギャバンシャ・クロダギャラシャヤ・マカ・バシュバテイ・ヤマ・バロダ・クベイラ・ボラカンマ・ベイシャ・ダルマクラ・サンマエン・ウン・ウン | oṃ amoghapāśa krodhākarṣaya mahāpaśupati yama varuna kubera brahma veṣa dharma-kula-samayam hūṃ hūṃ オーン アモーガパーシャ クローダーカルシャヤ マハーパシュパティ ヤマ クベーラ ブラフマ ヴェーシャ ダルマクラサマヤン フーン フーン | オーン。不空羂索尊よ。忿怒尊よ。大獣主（シヴァ）よ。ヤマよ。ヴァルナよ。クベーラよ。ブラフマンの相貌がある者よ。蓮華部の三昧耶を。フーン。フーン。                                                                                 |
| 不空羂索観音 | オン・アボキャ・ハンドマ・ハンシャ・コロダ・カラシャヤ・ハラベイシャヤ・マカハジャハテイ・エンマ・バロダ・クベイラ・ボラカンマ・ベイシャダラ・ハンドマコラ・サンマヤ・ウン・ウン                                                                                       | oṃ amogha-padma-pāśakrodhākarṣaya praveśaya mahāpaśupati yama varuṇa kuvera brahma veṣadharaa padma-kula-samaya hūṃ hūṃ オーン アモーガパドマパーシャ クローダーカルシャヤ プラヴェーシャヤ マハーパーシュパティ ヤマ ヴァルナ クヴェーラ ブラフマヴェシャダラ パドマクラサマヤ フーン フーン | オーン。空しからざる蓮華と羂索を持つ忿怒尊よ。引き寄せ。入らしめよ。大獣主よ。ヤマよ。ヴァルナよ。クヴェーラよ。ブラフマーの相貌がある者よ。蓮華部の誓願ある者よ。フーン。フーン。                                                 |
| 白衣観音     | オン・シベイテイ・シベイテイ・ハンダラ・バシニ・ソワカ | oṃ śvete śvete pāṇḍara-vāsinī svāhā オーン シュヴェーテー シュヴェーテー パーンダラヴァースィニー スヴァーハー | オーン。光白尊よ。光白尊よ。純白衣尊よ。スヴァーハー。 |
| 白衣観音     | ノウマク・サマンダ・ボダナン・タターギャタ・ビシャヤ・サンバベイ・ハンドマ・マリニ・ソワカ | namaḥ samanta-buddhānāṃ tathāgata-viṣaya-sambhave padma-mālini svāhā ナマハ サマンタブッダーナーン タターガタヴィシャヤサンバヴェー パドママーリニ スヴァーハー | 帰命したてまつる。あまねき諸仏に。如来の境より生じ、（仏の功徳を装身の）蓮華鬘とする尊よ。スヴァーハー。 |
| 楊柳観音     | オン・バザラダラマ・ベイサジャ・ラジャヤ・ソワカ | oṃ vajra-dharma bhaiṣajya-raja svāhā オーン ヴァジュラダルマ バイシャジャヤラージャ スヴァーハー | オーン。金剛法よ。医薬王よ。スヴァーハー。 |

### 明王
| 仏                           | 真言 | サンスクリット語 | 訳 |
| ---------------------------- | --- | --- | --- |
| 不動明王                     | 大呪（火界呪）：ノウマク・サラバタタギャテイビャク・サラバボッケイビャク・サラバタタラタ・センダマカロシャダ・ケンギャキギャキ・サラバビギナン・ウンタラタ・カンマン | namaḥ sarvatathāgatebhyaḥ sarvamukhebhyaḥ, sarvathā traṭ caṇḍa-mahāroṣaṇa khaṃ khāhi khāhi sarvavighanaṃ hūṃ traṭ hāṃ māṃ ナマハ サルヴァタターガテーッビャハ サルヴァムケーッビャハ サルヴァター トラット チャンダマハーローシャナ カン カーヒ カーヒ サルヴァヴィガナン フーン トラット ハーン マーン | 帰命したてまつる。全方位の一切如来よ。一切時一切処に。トラット。暴悪なる大忿怒尊よ。カン。一切障碍を滅尽したまえ滅尽したまえ。フーン。トラット。ハーン。マーン。 |
| 不動明王                     | 中呪（慈救呪）：ノウマク・サマンダ・バザラダン・センダマカロシャダ・ソワタヤ・ウン・タラタ・カン・マン                                                               | namaḥ samanta-vajrāṇāṃ caṇḍa-mahāroṣaṇa sphoṭaya hūṃ traṭ hāṃ māṃ ナマハ サマンタヴァジュラーナーン チャンダマハーローシャナ スポータヤ フーン トラット ハーン マーン | 帰命したてまつる。あまねき諸金剛尊よ。暴悪なる大忿怒尊よ。粉砕したまえ。フーン。トラット。ハーン。マーン。                                                       |
| 不動明王                     | 小呪（一字呪）：ノウマク・サマンダ・バザラダン・カン | namaḥ samanta-vajrāṇāṃ hāṃ ナマハ サマンタヴァジュラーナーン ハーン | 帰命したてまつる。あまねき諸金剛尊よ。ハーン |
| 孔雀明王                     | オン・マヤラギランデイ・ソワカ | oṃ māyūrā-krānte svāhā オーン マーユーラークラーンテー スヴァーハー | オーン。無敵の孔雀よ。スヴァーハー。 |
| 降三世明王                   | オン・ソンバ・ニソンバ・ウン・バザラ・ウン・パッタ | oṃ sumbha nisumbha hūṃ vajra hūṃ phaṭ オーン スンバ ニスンバ フーン ヴァジュラ フーン パット | オーン。スンバ神よ。ニスンバ神よ。フーン。金剛よ。フーン。パット。                                                                                               |
| 大威徳明王                   | オン・シュチリ・キャラ・ロハ・ウン・ケン・ソワカ | oṃ ṣṭrīḥ kāla rūpa hūṃ khām svāhā オーン シュトリーヒ カーラ ルーパ フーン カーン スヴァーハー | オーン。シュトリーヒ。カーラ神の姿をとるものよ。フーン。カーン。スヴァーハー。                                                                                   |
| 大威徳明王                   | オン・チリカラ・ロハ・ウン・ケン・ソワカ | oṃ ṭrikara-ropa hūṃ khām svāhā オーン トリカラローパ フーン カーン スヴァーハー | オーン。三界殺害熱悩尊よ。フーン。カーン。スヴァーハー。 |
| 金剛夜叉明王                 | オン・バザラ・ヤキシャ・ウン | oṃ vajra-yakṣa hūṃ オーン ヴァジュラヤクシャ フーン | オーン。金剛夜叉よ。フーン。 |
| 金剛夜叉明王                 | オン・マカヤシャ・バザラサトバ・ジャク・ウン・バン・コク・ハラベイサヤ・ウン                                                                                         | oṃ mahā-yakṣa vajra-sattva jaḥ hūṃ vaṃ hoḥ praveṣaya hūṃ オーン マハーヤクシャ ヴァジュラサットヴァ ジャハ フーン ヴァン ホーホ プラヴェーシャヤ フーン | オーン。大夜叉よ。金剛薩埵よ。ジャハ。フーン。ヴァン。ホーホ。入れたまえ。フーン。                                                                               |
| 軍荼利明王（甘露軍荼利明王） | オン・アミリテイ・ウン・ハッタ | oṃ amṛte hūṃ phaṭ オーン アムリテー フーン パット | オーン。不死甘露尊よ。フーン。パット。 |
| 金剛軍荼利明王               | オン・キリ・キリ・バザラ・ウン・ハッタ | oṃ kīli kīli vajra hūṃ phaṭ オーン キーリ キーリ ヴァジュラ フーン パット | オーン。キーリ、キーリ。 金剛よ。フーン。パット。 |
| 烏枢沙摩明王                 | オン・クロダノウ・ウン・ジャク | oṃ krodhana hūṃ jaḥ オーン クローダナ フーン ジャハ | オーン。忿怒尊よ。フーン。ジャハ。 |
| 烏枢沙摩明王                 | オン・シュリ・マリ・ママリ・マリ・シュシュリ・ソワカ | oṃ śrimali mamali mali śuśri svāhā オーン シュリマリ ママリ マリ シュシュリ スヴァーハー | オーン。吉祥を保持し給え。幸福を保持し給え。保持し給え。華麗な吉祥に。スヴァーハー。                                                                             |
| 大元帥明王                   | ナウボウ・タリク・タボリク・ハラボリク・シャキンメイ・シャキンメイ・タラサンタン・オエンビ・ソワカ                                                                   | namas tariḥ taburiḥ bharaburiḥ śakyame śakyame trasaddhām oyaṃvi svāhā ナマス タリヒ タブリヒ バラブリヒ シャッキャメー シャッキャメー トラサッダーン オヤンヴィ スヴァーハー | 解読不能。 |
| 愛染明王                     | オン・マカラギャ・バザロシュニシャ・バザラ・サトバ・ジャク・ウン・バン・コク                                                                                         | oṃ mahārāga vajroṣnīṣa vajrasattva jaḥ hūṃ vaṃ hoḥ オーン マハーラーガ ヴァジュローシュニーシャ ヴァジュラサットヴァ ジャハ フーン ヴァン ホーホ | オーン。大愛染尊よ。金剛仏頂尊よ。金剛薩埵よ。ジャハ。フーン。ヴァン。ホーフ。                                                                                   |
| 愛染明王                     | ウン・タキ・ウン・ジャク・ウン・シッチ | hūṃ ṭaki hūṃ jaḥ hūṃ siddhi フーン タキ フーン ジャハ フーン スィッディ | フーン。タキ神よ。フーン。ジャハ。フーン。成就せよ。 |
| 無能勝明王                   | オン・コロコロ・センダリ・マトウギ・ソワカ | oṃ huru huru caṇḍāli mātaṅgi svāhā オーン フル フル チャンダーリ マータンギ スヴァーハー | オーン。取り去りたまえ。取り去りたまえ。チャンダーリーよ。マータンギーよ。スヴァーハー。                                                                         |
| 無能勝明王                   | ノウマク・サマンダボダナン・ジリン・ジリン・リン・リン・シリン・シリン・ソワカ                                                                                       | namaḥ samanta-buddhānāṃ dhriṃ dhriṃ riṃ riṃ jriṃ jriṃ svāhā ナマハ サマンタブッダーナーン ドゥリン ドゥリン リン リン ジュリン ジュリン スヴァーハー | 帰命したてまつる。あまねき諸仏に。ドゥリン、ドゥリン、リン、リン、ジュリン、ジュリン。スヴァーハー。                                                             |
| 青面金剛                     | オン・デイバヤキシャ・バンダ・バンダ・カカカカ・ソワカ | oṃ deva-yakṣa bandha bandha ha ha ha ha svāhā オーン デーヴァヤクシャ バンダ バンダ ハハハハ スヴァーハー | オーン。天の薬叉よ。縛せよ。縛せよ。ハハハハ。スヴァーハー。 |

### 天

#### 十二天
| 諸尊               | 真言                                                   | サンスクリット語                                                                                                  | 訳                                                                                     |
| ------------------ | ------------------------------------------------------ | --- | -------------------------------------------------------------------------------------- |
| 帝釈天             | ノウマク・サマンダ・ボダナン・インダラヤ・ソワカ       | namaḥ samanta-buddhānāṃ indrāya svāhā ナマハ サマンタブッダーナーン インドラーヤ スヴァーハー                     | 帰命したてまつる。あまねき諸仏に。インドラ神よ。スヴァーハー。                         |
| 帝釈天             | ノウマク・サマンダ・ボダナン・シャカラヤ・ソワカ       | namaḥ samanta-buddhānāṃ śakrāya svāhā ナマハ サマンタブッダーナーン シャクラーヤ スヴァーハー                     | 帰命したてまつる。あまねき諸仏に。強力な神よ。スヴァーハー。                           |
| 帝釈天             | オン・バザラユダ・ソワカ                               | oṃ vajrāyudha svāhā オーン ヴァジュラーユダ スヴァーハー                                                          | オーン。金剛武器よ。スヴァーハー。                                                     |
| 火天               | ノウマク・サマンダ・ボダナン・アギャナウエイ・ソワカ   | namaḥ samanta-buddhānāṃ agnaye svāhā ナマハ サマンタブッダーナーン アグナイェー スヴァーハー                      | 帰命したてまつる。あまねき諸仏に。アグニ神に。スヴァーハー。                           |
| 火天               | オン・バザラナラ・ソワカ                               | oṃ vajranala svāhā オーン ヴァジュラナラ スヴァーハー                                                             | オーン 金剛火よ スヴァーハー。                                                         |
| 焔摩天             | ノウマク・サマンダ・ボダナン・ヤマヤ・ソワカ           | namaḥ samanta-buddhānāṃ yamāya svāhā ナマハ サマンタブッダーナーン ヤマーヤ スヴァーハー                          | 帰命したてまつる。あまねき諸仏に。ヤマ神よ。スヴァーハー。                             |
| 羅刹天             | ノウマク・サマンダ・ボダナン・ニルリテイ・ソワカ       | namaḥ samanta-buddhānāṃ nirṛtye svāhā ナマハ サマンタブッダーナーン ニルリティェー スヴァーハー                   | 帰命したてまつる。あまねき諸仏に。ニルリティ女神に。スヴァーハー。                     |
| 羅刹天             | オン・バザラ・ダンダ・ソワカ                           | oṃ vajradaṇd.a svāhā オーン ヴァジュラ ダンダ スヴァーハー                                                        | オーン 金剛刑杖よ。スヴァーハー。                                                      |
| 水天               | ノウマク・サマンダ・ボダナン・バロダヤ・ソワカ         | namaḥ samanta-buddhānāṃ varuṇāya svāhā ナマハ サマンタブッダーナーン ヴァルナーヤ スヴァーハー                    | 帰命したてまつる。あまねき諸仏に。ヴァルナ神に。スヴァーハー。                         |
| 水天               | ノウマク・サマンダ・ボダナン・アハンハタエイ・ソワカ   | namaḥ samanta-buddhānāṃ apāṃpataye svāhā ナマハ サマンタブッダーナーン アパーンパテイェー スヴァーハー            | 帰命したてまつる。あまねき諸仏に。水の主に。スヴァーハー。                             |
| 水天               | オン・ボダシリ・ソワカ                                 | oṃ budhaśri svāhā オーン ブダシュリ スヴァーハー                                                                  | オーン めでたき水曜よ スヴァーハー。                                                   |
| 水天               | オン・ノウギャバザラ・ソワカ                           | oṃ nāgavajra svāhā オーン ナーガヴァジュラ スヴァーハー                                                           | オーン 龍金剛よ スヴァーハー。                                                         |
| 風天               | ノウマク・サマンダ・ボダナン・バヤベイ・ソワカ         | namaḥ samanta-buddhānāṃ vāyave svāhā ナマハ サマンタブッダーナーン ヴァーヤヴェー スヴァーハー                    | 帰命したてまつる。あまねき諸仏に。ヴァーユ神よ。スヴァーハー。                         |
| 風天               | オン・バザラニラ・ソワカ                               | oṃ vajrānila svāhā オーン ヴァジュラニラ スヴァーハー                                                             | オーン 金剛風よ スヴァーハー。                                                         |
| 毘沙門天（多聞天） | ノウマク・サマンダ・ボダナン・ベイシラマンダヤ・ソワカ | namaḥ samanta-buddhānāṃ vaiśravaṇāya svāhā ナマハ サマンタブッダーナーン ヴァイシュラヴァナーヤ スヴァーハー      | 帰命したてまつる。あまねき諸仏に。ヴィシュラヴァスの御子よ。スヴァーハー。             |
| 毘沙門天（多聞天） | 毘沙門天呪：アリ・ナリ・トナリ・アナロ・ナビ・クナビ   | aṭṭe taṭṭe vanaṭṭe anade nāḍi kunaḍi svāhā アッテー タッテー ヴァナッテー アナデー ナーディ クナディ スヴァーハー | 富裕者よ。曲芸者よ。讃歌によって踊る者よ。火神よ。歌神よ。醜悪な歌神よ。スヴァーハー。 |
| 毘沙門天（多聞天） | ノウマク・サマンダ・ヤキシャシバラ・ソワカ             | namaḥ samanta-buddhānāṃ yakṣeśvara svāhā ナマハ サマンタブッダーナーン ヤクシェーシュヴァラ スヴァーハー          | 帰命したてまつる。あまねき諸仏に。薬叉の主よ。スヴァーハー。                           |
| 毘沙門天（多聞天） | オン・バザラバイラバ・ソワカ                           | oṃ vajrabhairava svāhā オーン ヴァジュラバイラヴァ スヴァーハー                                                   | オーン 金剛怖畏尊よ スヴァーハー。                                                     |
| 伊舎那天           | ノウマク・サマンダ・ボダナン・イシャナヤ・ソワカ       | namaḥ samanta-buddhānāṃ īśanāya svāhā ナマハ サマンタブッダーナーン イーシャーナーヤ スヴァーハー                 | 帰命したてまつる。あまねき諸仏に。イシャーナ神に。スヴァーハー。                       |
| 伊舎那天           | ノウマク・サマンダ・ボダナン・ロダラヤ・ソワカ         | namaḥ samanta-buddhānāṃ rudrāya svāhā ナマハ サマンタブッダーナーン ルドラーヤ スヴァーハー                       | 帰命したてまつる。あまねき諸仏に。ルドラ神に。スヴァーハー。                           |
| 梵天               | ノウマク・サマンダ・ボダナン・ボラカンマネイ・ソワカ   | namaḥ samanta-buddhānāṃ brahmaṇe svāhā ナマハ サマンタブッダーナーン ブラフマネー スヴァーハー                    | 帰命したてまつる。あまねき諸仏に。ブラフマー神よ。スヴァーハー。                       |
| 梵天               | オン・モウノウバザラ・ソワカ                           | oṃmanunavajra svāhā オーン マヌナヴァジュラ スヴァーハー                                                          | オーン。寂黙金剛よ。スヴァーハー。                                                     |
| 地天               | ノウマク・サマンダ・ボダナン・ハラチビエイ・ソワカ     | namaḥ samanta-buddhānāṃ pṛthiviye svāhā ナマハ サマンタブッダーナーン プリティヴィイェー スヴァーハー             | 帰命したてまつる。あまねき諸仏に。プリティヴィー女神よ。スヴァーハー。                 |
| 日天               | ノウマク・サマンダ・ボダナン・アニチャヤ・ソワカ       | namaḥ samanta-buddhānāṃ ādityāya svāhā ナマハ サマンタブッダーナーン アーディティヤーヤ スヴァハー                | 帰命したてまつる。あまねき諸仏に。アーディティヤ神よ。スヴァーハー。                   |
| 日天               | オン・バザラクンダリ・ソワカ                           | oṃ vajrakuṇd.ali svāhā オーン ヴァジュラクンダリ スヴァーハー                                                     | オーン。金剛瓶よ。スヴァーハー。                                                       |
| 月天               | ノウマク・サマンダ・ボダナン・センダラヤ・ソワカ       | namaḥ samanta-buddhānāṃ candrāya svāhā ナマハ サマンタブッダーナーン チャンドラーヤ スヴァーハー                  | 帰命したてまつる。あまねき諸仏に。チャンドラ神よ。スヴァーハー。                       |
| 月天               | オン・バザラハラバ・ソワカ                             | oṃ vajraprabha svāhā オーン ヴァジュラプラバ スヴァーハー                                                         | オーン。金剛光よ。スヴァーハー。                                                       |

#### その他諸天
| 仏                                   | 真言                                                                                                 | サンスクリット語 | 訳 |
| ------------------------------------ | --- | --- | --- |
| 那羅延天                             | オン・バラバザラ・ソワカ                                                                             | oṃ balavajra svāhā オーン バラヴァジュラ スヴァーハー | オーン。大力金剛よ。スヴァーハー。 |
| 那羅延天                             | ノウマク・サマンダボダナン・ビシッダベイ・ソワカ                                                     | namaḥ samantabuddhānāṃ viṣṇave svāhā ナマハ サマンタブッダーナーン ヴィシュナヴェー スヴァーハー                                                                               | 帰命したてまつる。あまねき諸仏に。ヴィシュヌ神に。スヴァーハー。 |
| 持国天                               | オン・チリタラシタラ・ララ・ハラハタナウ・ソワカ                                                     | oṃ dhṛtarāṣṭra-rārā-pramadana svāhā オーン ドリタラーシュトララーラープラマダナ スヴァーハー                                                                                   | オーン。ドリタラシュートラの明美なる楽欲よ。スヴァーハー |
| 持国天                               | 持国天王呪：アキャネイ・キャネイ・クリ・ケンダリ・センダリ・マトウギ・ジョウグリ・フロシャニ・アンチ | agaṇe gaṇe gauri gāndhāri caṇḍāli mātangi jaṅguli saṃkule vrūsali agasti アガネー ガネー ガウリ ガンダーリ チャンダーリ マータンギ ジャングリ サンクレー ヴルーサリ アガスティ | 無数の鬼神よ。ガネーシャ神よ。ガウリ（パールヴァティ）女神よ。ガーンダーリーよ。チャンダーリよ。マータンギーよ。ジャーングリー よ。言え。行け。縛すぞ。縛すぞ。スヴァーハー。 |
| 増長天                               | オン・ビロダカ・ヤキシャヂハタエイ・ソワカ                                                           | oṃ virūḍhaka-yakṣādhipataye svāhā オーン ヴィルーダカヤクシャーディパタイェー スヴァーハー                                                                                     | オーン。薬叉の主なるヴィルーダカよ。スヴァーハー。 |
| 広目天                               | オン・ビロバクシャ・ナカヂハタエイ・ソワカ                                                           | oṃ virūpākṣa-nāgādhipataye svāhā オーン ヴィルーパークシャ ナーガーディパタイェー スヴァーハー                                                                                 | オーン。龍族の主なるヴィルーパークシャよ。スヴァーハー。 |
| 四天王総呪                           | オン・ア・ウン・ラ・ケン・ソワカ                                                                     | oṃ a hūm ra khaṃ svāhā オーン ア フーン ラ カン スヴァーハー | オーン。ア。フーン。ラ。カン。スヴァーハー。 |
| 四天王総呪                           | オン・ザンバラ・シャレンダラヤ・ソワカ（陀羅尼集経十一）                                             | oṃ jaṃbhāra jalendrāya svāhā オーン ジャンバーラ ジャレンドラーヤ スヴァーハー                                                                                                 | オーン。鬼神統べる。龍統べる王たちよ。スヴァーハー。 |
| 弁才天                               | オン・ソラサバタエイ・ソワカ                                                                         | oṃ sarasvatye svāhā オーン サラスヴァティェー スヴァーハー | オーン。サラスヴァティー女神に。スヴァーハー。 |
| 吉祥天                               | オン・マカシリエイ・ソワカ                                                                           | Oṃ mahā-śriye svāhā オーン マハーシュリイェー スヴァハー | オーン。大ラクシュミー女神に。スヴァーハー。 |
| 摩利支天                             | オン・アニチヤ・マリシエイ・ソワカ                                                                   | oṃ ādityāya marīciye svāhā オーン アーディティヤーヤ マリーチイェー スヴァーハー                                                                                               | オーン。アーディティヤ よ。マリーチー天女よ。スヴァーハー。 |
| 摩利支天                             | 心真言：ノウマク・サマンダ・ボダナン・オン・マリシエイ・ソワカ                                       | namaḥ samanta-buddhānāṃ oṃ marīciye svāhā ナマハ サマンタブッダーナーン オーン マリーチイェー スヴァーハー                                                                     | 帰命したてまつる。あまねき諸仏に。オーン。マリーチー天女よ。スヴァーハー。 |
| 大黒天                               | オン・マカキャラヤ・ソワカ                                                                           | oṃ mahā kālāya svāhā オーン マハーカーラーヤ スヴァーハー | オーン。マハーカーラ（シヴァ）神よ。スヴァーハー。 |
| 聖天、（歓喜天、毘那耶迦、誐那缽底） | 毘那耶迦：オン・キリク・ギャクン・ウン・ソワカ                                                       | oṃ hrīḥ gaḥ hūṃ svāhā オーン フリーヒ ガハ フーン スヴァーハー | オーン。フリーヒ（観音）。ガハ（毘那耶迦）。フーン。スヴァーハー。 |
| 聖天、（歓喜天、毘那耶迦、誐那缽底） | 誐那缽底：オン・マカギャダハタエイ・ソワカ                                                           | oṃ mahāgaṇapataye svāhā オーン マハーガナパタイェー スヴァーハー | オーン。大集団の主よ。スヴァーハー。 |
| 聖天、（歓喜天、毘那耶迦、誐那缽底） | 金剛墔天：オン・バザラグダ・ソワカ                                                                   | oṃ vajragūḍha svāhā オーン ヴァジュラグーダ スヴァーハー | オーン。金剛傘蓋天よ。スヴァーハー。 |
| 聖天、（歓喜天、毘那耶迦、誐那缽底） | 金剛衣天：オン・バザラバシ・ソワカ                                                                   | oṃ vajravaśi svāhā オーン ヴァジュラヴァシ スヴァーハー | オーン。金剛能力（衣服）よ。スヴァーハー。 |
| 聖天、（歓喜天、毘那耶迦、誐那缽底） | 金剛食天：オン・バザラマラ・ソワカ                                                                   | oṃ vajramāla svāhā オーン ヴァジュラマーら スヴァーハー | オーン。金剛鬘よ。スヴァーハー。 |
| 聖天、（歓喜天、毘那耶迦、誐那缽底） | 調伏天：オン・バザラジャヤ・ソワカ                                                                   | oṃ vajrajaya svāhā オーン ヴァジュラジャヤ スヴァーハー | オーン。金剛調伏天よ。スヴァーハー。 |
| 韋駄天                               | オン・イダテイタ・モコテイタ・ソワカ                                                                 | oṃ vidhati mahāghota svāhā オーン ヴィダティ マハーゴータ スヴァーハー | オーン。奉れ。大威容尊よ。スヴァーハー。 |
| 倶摩羅天                             | オン・バザラケンダ・ソワカ                                                                           | oṃ vajraghaṇṭā svāhā オーン ヴァジュラガンター スヴァーハー | オーン。金剛鈴よ。スヴァーハー。 |
| 大自在天                             | オン・マケイシバラヤ・ソワカ                                                                         | oṃ maheśvarāya svāhā オーン マヘーッシュヴァラーヤ スヴァーハー | オーン。マヘーシュヴァラ（シヴァ）神よ。スヴァーハー。 |
| 迦楼羅天                             | オン・ギャロダヤ・ソワカ                                                                             | oṃ garudaya svāhā オーン ガルダヤ スヴァーハー | オーン。ガルダよ。スヴァーハー。 |
| 迦楼羅天                             | オン・キシハ・ソワカ・オン・ハキシャ・ソワカ                                                         | oṃ kṣipa svāhā oṃ pakṣi svāhā オーン クシパ スヴァーハー オーン パクシ スヴァーハー                                                                                            | オーン。搏撃する者よ。スヴァーハー。オーン。翼ある者よ。スヴァーハー。 |
| 緊那羅天                             | オン・カサナン・ビカサナン・ソワカ                                                                   | oṃ hasanāṃ vihasanāṃ svāhā オーン ハサナーン ヴィハサナーン スヴァーハー。 | オーン。笑ある者よ。哄笑ある者よ。スヴァーハー。 |
| 乾闥婆天                             | オン・ビシュダ・サバラ・バケイニ・ソワカ                                                             | oṃ viśuddha-svara-vāhini svāhā オーン ヴィシュッダスヴぁラヴァーヒニ スヴァーハー                                                                                              | オーン。清浄なる音を運ぶ者よ。スヴァーハー。 |
| 訶梨帝母                             | オン・ドドマリ・カキテイ・ソワカ                                                                     | oṃ dudumāli hārite svāhā オーン ドゥドゥマーリ ハーリテー スヴァーハー | オーン。青鬘の首飾りせるハーリティーよ。スヴァーハー。 |
| 妙見菩薩                             | オン・ソヂリシュタ・ソワカ                                                                           | | |
| 妙見菩薩                             | オン・スネリ・スネリ・チッタ・ソワカ                                                                 | | |
| 妙見菩薩                             | オン・マカリシエイ・ジリベイ・ソワカ                                                                 | | |

### その他諸尊
| 諸尊         | 真言                                                     | サンスクリット語                                                                                                | 訳                                                                 |
| ------------ | -------------------------------------------------------- | --- | ------------------------------------------------------------------ |
| 難陀竜王     | ノウマク・サマンダ・ボダナン・ナンドハナンド・ソワカ     | namaḥ samanta-buddhānāṃ nandopanandayoḥ svāhā ナマハ サマンタブッダーナーン ナンドーパナンダヨーホ スヴァーハー | 帰命したてまつる。あまねき諸仏に。難陀と抜難陀よ。スヴァーハー。   |
| 難陀竜王     | ノウマク・サマンダ・ボダナン・ナンダヤ・ソワカ           | namaḥ samanta-buddhānāṃ nandāya svāhā ナマハ サマンタブッダーナーン ナンダーヤ スヴァーハー                     | 帰命したてまつる。あまねき諸仏に。難陀よ。スヴァーハー。           |
| 烏波難陀竜王 | ノウマク・サマンダ・ボダナン・ウハナンダエイ・ソワカ     | namaḥ samanta-buddhānāṃ nandopanandaya svāhā ナマハ サマンタブッダーナーン ウパナンダーヤ スヴァーハー          | 帰命したてまつる。あまねき諸仏に。烏波難陀よ。スヴァーハー。       |
| 諸龍         | ノウマク・サマンダ・ボダナン・メイギャシャニエイ・ソワカ | namaḥ samanta-buddhānāṃ megha-aśanāya svāhā ナマハ サマンタブッダーナーン メーガーシャナーヤ スヴァーハー       | 帰命したてまつる。あまねき諸仏に。雲を噉食する者よ。スヴァーハー。 |
| 諸天総呪     | オン・ロキャロキャ・キャラヤ・ソワカ                     | oṃ lokālola-kārāya svāhā オーン ローカーローカカーラーヤ スヴァーハー                                           | オーン。世間、非世間の創造主よ。スヴァーハー。                     |

### 九曜
| 諸尊 | 真言                                                                 | サンスクリット語 | 訳                                                                                        |
| ---- | -------------------------------------------------------------------- | --- | ----------------------------------------------------------------------------------------- |
| 土曜 | オン・シャニシシャラ・シセイテイ・ソワカ                             | oṃ śanaiścaraśceṭe svāhā オーン シャナイシュチャラシュチェーテー スヴァーハー                                                                 | オーン。めでたき歩み遅き星よ。スヴァーハー。                                              |
| 日曜 | オン・アニチヤ・シリ・ソワカ                                         | oṃ ādityaśri svāhā オーン アーディッティヤシュリ スヴァーハー                                                                                 | オーン。めでたき太陽よ。スヴァーハー。                                                    |
| 月曜 | オン・ソマ・シリ・ソワカ                                             | oṃ somaśri svāhā オーン ソーマシュリ スヴァーハー                                                                                             | オーン。めでたき月よ。スヴァーハー。                                                      |
| 火曜 | オン・アギャラカ・シリ・ソワカ                                       | oṃ aṅgārakaśri svāhā オーン アンガーラカシュリ スヴァーハー                                                                                   | オーン。めでたき熒惑星 よ。スヴァーハー。                                                 |
| 水曜 | オン・ボダ・シリ・ソワカ                                             | oṃ budhaśri svāhā オーン ブダシュリ スヴァーハー                                                                                              | オーン。めでたき智者星よ。スヴァーハー。                                                  |
| 水曜 | オン・ボダ・ダキシャタラ・ソワミナン・ケイトマ・ソワカ               | oṃ budhanakṣatrasvāminaṃ ketuman svāhā オーン ブダナクシャトスヴァーミナン ケートゥマン スヴァーハー                                          | オーン。智者の宿の首長に。光り輝くものよ。スヴァーハー。                                  |
| 木曜 | オン・ボラカサハチシリ・ソワカ                                       | oṃ bṛhaspatiśri svāhā オーン ブリハスパティシュリ スヴァーハー                                                                                | オーン。めでたき大主星 よ。スヴァーハー。                                                 |
| 金曜 | オン・シュキャラ・シリ・ソワカ                                       | oṃ śukraśri svāhā オーン シュックラシュリ スヴァーハー                                                                                        | オーン。めでたき明星よ。スヴァーハー。                                                    |
| 羅睺 | ノウマク・サマンダ・ボダナン・オン・ラカベイ・アソララジャヤ・ソワカ | namaḥ samantabuddhānāṃ oṃ rāhave asurarājāya hūṃ svāhā ナマハ サマンタブッタナーン オーン ラーハヴェー アスララージャーヤ フーン スヴァーハー | 帰命したてまつる。あまねき諸仏に。オーン。アスラの王たるラーフ に。フーン。スヴァーハー。 |
| 計都 | ノウマク・サマンダボダナン・ケイトシリ・ソワカ                       | namaḥ samantabuddhānāṃ ketuśri svāhā ナマハ サマンタブッダターナーン ケートゥシュリ スヴァーハー                                              | 帰命したてまつる。あまねき諸仏に。めでたき計都 よ。スヴァーハー。                         |

### 十二宮
| 諸尊   | 真言                                                       | サンスクリット語                                                                                                | 訳                                                             |
| ------ | ---------------------------------------------------------- | --- | -------------------------------------------------------------- |
| 双女宮 | ノウマク・サマンダ・ボダナン・カンニヤハタエイ・ソワカ     | namaḥ samanta-buddhānāṃ kanyāpataye svāhā ナマハ サマンタブッダーナーン カニヤーパタイェー スヴァーハー         | 帰命したてまつる。あまねき諸仏に。乙女の主に。スヴァーハー。   |
| 獅子宮 | ノウマク・サマンダ・ボダナン・シンカハタエイ・ソワカ       | namaḥ samanta-buddhānāṃ siṃhapataye svāhā ナマハ サマンタブッダーナーン シンハパタイェー スヴァーハー           | 帰命したてまつる。あまねき諸仏に。獅子の主に。スヴァーハー。   |
| 巨蟹宮 | ノウマク・サマンダ・ボダナン・キャラカタカハタエイ・ソワカ | namaḥ samanta-buddhānāṃ karkaṭākapataye svāhā ナマハ サマンタブッダーナーン カルカターカパタイェー スヴァーハー | 帰命したてまつる。あまねき諸仏に。蟹の主に。スヴァーハー。     |
| 男女宮 | ノウマク・サマンダ・ボダナン・ミタナハタエイ・ソワカ       | namaḥ samanta-buddhānāṃ mithunapataye svāhā ナマハ サマンタブッダーナーン ミトゥナパタイェー スヴァーハー       | 帰命したてまつる。あまねき諸仏に。夫婦の主に。スヴァーハー。   |
| 牛密宮 | ノウマク・サマンダ・ボダナン・ビリシャハタエイ・ソワカ     | namaḥ samanta-buddhānāṃ vṛṣapataye svāhā ナマハ サマンタブッダーナーン ヴリシャパタイェー スヴァーハー          | 帰命したてまつる。あまねき諸仏に。牡牛の主に。スヴァーハー。   |
| 白羊宮 | ノウマク・サマンダ・ボダナン・メイシャハタエイ・ソワカ     | namaḥ samanta-buddhānāṃ meṣapataye svāhā ナマハ サマンタブッダーナーン メーシャパタイェー スヴァーハー          | 帰命したてまつる。あまねき諸仏に。牡羊の主に。スヴァーハー。   |
| 双魚宮 | ノウマク・サマンダ・ボダナン・ミナハタエイ・ソワカ         | namaḥ samanta-buddhānāṃ mīnapataye svāhā ナマハ サマンタブッダーナーン ミーナパタイェー スヴァーハー            | 帰命したてまつる。あまねき諸仏に。双魚の主に。スヴァーハー。   |
| 摩竭宮 | ノウマク・サマンダ・ボダナン・マキャラハタエイ・ソワカ     | namaḥ samanta-buddhānāṃ makarapataye svāhā ナマハ サマンタブッダーナーン マカラパタイェー スヴァーハー          | 帰命したてまつる。あまねき諸仏に。マカラの主に。スヴァーハー。 |
| 賢瓶宮 | ノウマク・サマンダ・ボダナン・クンバハタエイ・ソワカ       | namaḥ samanta-buddhānāṃ kumbhapataye svāhā ナマハ サマンタブッダーナーン クンバパタイェー スヴァーハー          | 帰命したてまつる。あまねき諸仏に。賢瓶の主に。スヴァーハー。   |
| 弓宮   | ノウマク・サマンダ・ボダナン・ダンハタエイ・ソワカ         | namaḥ samanta-buddhānāṃ dhanu pataye svāhā ナマハ サマンタブッダーナーン ダヌタイェー スヴァーハー              | 帰命したてまつる。あまねき諸仏に。天弓の長に。スヴァーハー。   |
| 蝎虫宮 | ノウマク・サマンダ・ボダナン・ビリシャシカハタエイ・ソワカ | namaḥ samanta-buddhānāṃ vṛścikapataye svāhā ナマハ サマンタブッダーナーン ヴリシュチカパタイェー スヴァーハー   | 帰命したてまつる。あまねき諸仏に。天蝎の主に。スヴァーハー。   |
| 秤宮   | ノウマク・サマンダ・ボダナン・トラハタエイ・ソワカ         | namaḥ samanta-buddhānāṃ tūlāpataye svāhā ナマハ サマンタブッダーナーン トゥーラーパタイェー スヴァーハー        | 帰命したてまつる。あまねき諸仏に。秤量の長に。スヴァーハー。   |

### 二十七宿
| 諸尊 | 真言                                                                   | サンスクリット語 | 訳                                                                         |
| ---- | ---------------------------------------------------------------------- | --- | -------------------------------------------------------------------------- |
| 昴宿 | ノウマク・サマンダ・ボダナン・キリチキヤ・ダキシャタラ・ソワカ         | namaḥ samantabuddhānāṃ kṛttikā nakṣatra svāhā ナマハ サマンタ ブッダナーン クリッティカー ナクシャトラ スヴァーハー                 | 帰命したてまつる。あまねき諸仏に。クリッティカーよ。スヴァーハー。         |
| 畢宿 | ノウマク・サマンダ・ボダナン・ロウキニ・ダキシャタラ・ソワカ           | namaḥ samantabuddhānāṃ rohiṇī nakṣatra svāhā ナマハ サマンタ ブッダナーン ローヒニー ナクシャトラ スヴァーハー                      | 帰命したてまつる。あまねき諸仏に。ローヒニーよ。スヴァーハー。             |
| 觜宿 | ノウマク・サマンダ・ボダナン・モリガシャラ・ダキシャタラ・ソワカ       | namaḥ samantabuddhānāṃ mṛgaśiro nakṣatra svāhā ナマハ サマンタ ブッダナーン ムリガシロー ナクシャトラ スヴァーハー                  | 帰命したてまつる。あまねき諸仏に。ムリガシラスよ。スヴァーハー。           |
| 参宿 | ノウマク・サマンダ・ボダナン・アルドラ・ダキシャタラ・ソワカ           | namaḥ samantabuddhānāṃ ārdrā nakṣatra svāhā ナマハ サマンタ ブッダナーン アーッルドラ― ナクシャトラ スヴァーハー                    | 帰命したてまつる。あまねき諸仏に。アールドラ―よ。スヴァーハー。            |
| 鬼宿 | ノウマク・サマンダ・ボダナン・ホシャヤ・ダキシャタラ・ソワカ           | namaḥ samantabuddhānāṃ puṣya nakṣatra svāhā ナマハ サマンタ ブッダナーン プシヤ ナクシャトラ スヴァーハー                           | 帰命したてまつる。あまねき諸仏に。プシヤよ。スヴァーハー。                 |
| 井宿 | ノウマク・サマンダ・ボダナン・ホダラバソ・ダキシャタラ・ソワカ         | namaḥ samantabuddhānāṃ punarvasu nakṣatra svāhā ナマハ サマンタ ブッダナーン プナルヴァス ナクシャトラ スヴァーハー                 | 帰命したてまつる。あまねき諸仏に。アールドラ―よ。スヴァーハー。            |
| 柳宿 | ノウマク・サマンダ・ボダナン・アシレイシャ・ダキシャタラ・ソワカ       | namaḥ samantabuddhānāṃ āśleṣa nakṣatra svāhā ナマハ サマンタ ブッダナーン アーシュレーシャ ナクシャトラ スヴァーハー                | 帰命したてまつる。あまねき諸仏に。アーシュレーシャよ。スヴァーハー。       |
| 星宿 | ノウマク・サマンダ・ボダナン・マギャ・ダキシャタラ・ソワカ             | namaḥ samantabuddhānāṃ maghā nakṣatra svāhā ナマハ サマンタ ブッダナーン マガー ナクシャトラ スヴァーハー                           | 帰命したてまつる。あまねき諸仏に。マガーよ。スヴァーハー。                 |
| 軫宿 | ノウマク・サマンダ・ボダナン・カシタ・ダキシャタラ・ソワカ             | namaḥ samantabuddhānāṃ hastā nakṣatra svāhā ナマハ サマンタ ブッダナーン ハスター ナクシャトラ スヴァーハー                         | 帰命したてまつる。あまねき諸仏に。ハスターよ。スヴァーハー。               |
| 亢宿 | ノウマク・サマンダ・ボダナン・サバチ・ダキシャタラ・ソワカ             | namaḥ samantabuddhānāṃ svātī nakṣatra svāhā ナマハ サマンタ ブッダナーン スヴァーティー ナクシャトラ スヴァーハー                   | 帰命したてまつる。あまねき諸仏に。スヴァーティーよ。スヴァーハー。         |
| 張宿 | ノウマク・サマンダ・ボダナン・ホロバホツログダ・ダキシャタラ・ソワカ   | namaḥ samantabuddhānāṃ pūrvaphalgunī nakṣatra svāhā ナマハ サマンタ ブッダナーン プールヴァパルグニー ナクシャトラ スヴァーハー     | 帰命したてまつる。あまねき諸仏に。プルヴァパルグニーよ。スヴァーハー。     |
| 翼宿 | ノウマク・サマンダ・ボダナン・ウッタラホツログダ・ダキシャタラ・ソワカ | namaḥ samantabuddhānāṃ uttaraphalgunī nakṣatra svāhā ナマハ サマンタ ブッダナーン ウッタラパルグニー ナクシャトラ スヴァーハー      | 帰命したてまつる。あまねき諸仏に。ウッタラパルグニーよ。スヴァーハー。     |
| 角宿 | ノウマク・サマンダ・ボダナン・シッタラ・ダキシャタラ・ソワカ           | namaḥ samantabuddhānāṃ citrā nakṣatra svāhā ナマハ サマンタ ブッダナーン チットラー ナクシャトラ スヴァーハー                       | 帰命したてまつる。あまねき諸仏に。チットラーよ。スヴァーハー。             |
| 氐宿 | ノウマク・サマンダ・ボダナン・ビシャカ・ダキシャタラ・ソワカ           | namaḥ samantabuddhānāṃ viśākhā nakṣatra svāhā ナマハ サマンタ ブッダナーン ヴィシャーカー ナクシャトラ スヴァーハー                 | 帰命したてまつる。あまねき諸仏に。ヴィシャーカーよ。スヴァーハー。         |
| 女宿 | ノウマク・サマンダ・ボダナン・シラマダ・ダキシャタラ・ソワカ           | namaḥ samantabuddhānāṃ śravaṇā nakṣatra svāhā ナマハ サマンタ ブッダナーン シュラヴァナ― ナクシャトラ スヴァーハー                  | 帰命したてまつる。あまねき諸仏に。シュラヴァナ―よ。スヴァーハー。          |
| 斗宿 | ノウマク・サマンダ・ボダナン・オッタラシャダ・ダキシャタラ・ソワカ     | namaḥ samantabuddhānāṃ uttarāṣādhā nakṣatra svāhā ナマハ サマンタ ブッダナーン ウッタラーシャーダー ナクシャトラ スヴァーハー       | 帰命したてまつる。あまねき諸仏に。ウッタラーシャーダーよ。スヴァーハー。   |
| 尾宿 | ノウマク・サマンダ・ボダナン・モラ・ダキシャタラ・ソワカ               | namaḥ samantabuddhānāṃ mūla nakṣatra svāhā ナマハ サマンタ ブッダナーン ムーラ ナクシャトラ スヴァーハー                            | 帰命したてまつる。あまねき諸仏に。ムーラよ。スヴァーハー。                 |
| 箕宿 | ノウマク・サマンダ・ボダナン・ホロバアシャダ・ダキシャタラ・ソワカ     | namaḥ samantabuddhānāṃ pūrvāṣādha nakṣatra svāhā ナマハ サマンタ ブッダナーン プールヴァーシャーダー ナクシャトラ スヴァーハー      | 帰命したてまつる。あまねき諸仏に。プールヴァーシャーダーよ。スヴァーハー。 |
| 房宿 | ノウマク・サマンダ・ボダナン・アドラダ・ダキシャタラ・ソワカ           | namaḥ samantabuddhānāṃ anurādhā nakṣatra svāhā ナマハ サマンタ ブッダナーン アヌラーダー ナクシャトラ スヴァーハー                  | 帰命したてまつる。あまねき諸仏に。アヌラーダーよ。スヴァーハー。           |
| 心宿 | ノウマク・サマンダ・ボダナン・セイシッタ・ダキシャタラ・ソワカ         | namaḥ samantabuddhānāṃ jyeṣṭhā nakṣatra svāhā ナマハ サマンタ ブッダナーン ジェーッシュター ナクシャトラ スヴァーハー               | 帰命したてまつる。あまねき諸仏に。ジェーシュターよ。スヴァーハー。         |
| 虚宿 | ノウマク・サマンダ・ボダナン・ダンニシタ・ダキシャタラ・ソワカ         | namaḥ samantabuddhānāṃ dhaniṣṭhā nakṣatra svāhā ナマハ サマンタ ブッダナーン ダニッシュター ナクシャトラ スヴァーハー               | 帰命したてまつる。あまねき諸仏に。ダニシュターよ。スヴァーハー。           |
| 危宿 | ノウマク・サマンダ・ボダナン・サタビシャ・ダキシャタラ・ソワカ         | namaḥ samantabuddhānāṃ śatabhiṣā nakṣatra svāhā ナマハ サマンタ ブッダナーン シャタビシャー ナクシャトラ スヴァーハー               | 帰命したてまつる。あまねき諸仏に。シャタビシャーよ。スヴァーハー。         |
| 室宿 | ノウマク・サマンダ・ボダナン・ホロババダラハダ・ダキシャタラ・ソワカ   | namaḥ samantabuddhānāṃ pūrvabhadrapadā nakṣatra svāhā ナマハ サマンタ ブッダナーン プールヴァバドラパダー ナクシャトラ スヴァーハー | 帰命したてまつる。あまねき諸仏に。プールヴァバドラパダーよ。スヴァーハー。 |
| 奎宿 | ノウマク・サマンダ・ボダナン リバチ・ダキシャタラ・ソワカ              | namaḥ samantabuddhānāṃ revatī nakṣatra svāhā ナマハ サマンタ ブッダナーン レーヴァティー ナクシャトラ スヴァーハー                  | 帰命したてまつる。あまねき諸仏に。レーヴァティーよ。スヴァーハー。         |
| 壁宿 | ノウマク・サマンダ・ボダナン・ウッタラバダラハダ・ダキシャタラ・ソワカ | namaḥ samantabuddhānāṃ uttarabhadrapadā nakṣatra svāhā ナマハ サマンタ ブッダナーン ウッタラバドラパダー ナクシャトラ スヴァーハー  | 帰命したてまつる。あまねき諸仏に。ウッタラバドラパダーよ。スヴァーハー。   |
| 胃宿 | ノウマク・サマンダ・ボダナン・バラジ・ダキシャタラ・ソワカ             | namaḥ samantabuddhānāṃ bharaṇī nakṣatra svāhā ナマハ サマンタ ブッダナーン バラニー ナクシャトラ スヴァーハー                       | 帰命したてまつる。あまねき諸仏に。バラニーよ。スヴァーハー。               |
| 婁宿 | ノウマク・サマンダ・ボダナン・アシャバジイ・ダキシャタラ・ソワカ       | namaḥ samantabuddhānāṃ aśvinī nakṣatra svāhā ナマハ サマンタ ブッダナーン アシュヴィニー ナクシャトラ スヴァーハー                  | 帰命したてまつる。あまねき諸仏に。アシュヴィニーよ。スヴァーハー。         |

### 二十八宿
二十七宿に牛宿を加えたものが二十八宿。
| 諸尊 | 真言                                                         | サンスクリット語                                                                                              | 訳                                                                 |
| ---- | ------------------------------------------------------------ | --- | ------------------------------------------------------------------ |
| 牛宿 | ノウマク・サマンダ・ボダナン・アビシャ・ダキシャタラ・ソワカ | namaḥ samantabuddhānāṃ Abhijit nakṣatra svāhā ナマハ サマンタ ブッダナーン アビジト ナクシャトラ スヴァーハー | 帰命したてまつる。あまねき諸仏に。アシュヴィニーよ。スヴァーハー。 |

### 勤行の際に唱える真言
| 作法           | 真言 | サンスクリット語 | 訳 |
| -------------- | --- | --- | --- |
| 普礼真言       | オン・サラバ・タターギャタ・ハンナ・マンナ・ナウ・キャロミ | oṃ sarva-tathāgata-pāda-vandanaṃ karomi オーン サルヴァタターガタ パーダ ヴァンダナン カローミ | オーン。一切如来の御足を敬礼することを我なす。 |
| 発菩提心真言   | オン・ボウヂ・シッタ・ボダハダヤミ | oṃ bodhi-cittam utpādayāmi オーン ボーディチッタム ウットパーダヤーミ | オーン。菩提心を、我は発起す。 |
| 三摩耶戒真言   | オン・サンマヤ・サトバン | oṃ samayas tvaṃ オーン サマヤス トヴァン | オーン。汝は三昧耶なり。 |
| 大金剛輪陀羅尼 | ノウマク・シッチリヤ・ジビキャナン・サラバ・タタギャタナン・アン・ビラジ・ビラジ・マカ・シャキャラ ・バシリ・サタ・サタ・サラテイ・サラテイ・タライ・タライ・ビダマニ・サンバンジャニ・タラマチ・シッタギリヤ・タラン・ソワカ | namah striya-dhvikānāṃ sarva tathāgatānaṃ āṃ viraji viraji mahā-cakra-vajri sata sata sarate sarate trayi trayi vidhamani sambhañjani tramati-siddhāgriya trāṃ svāhā ナマハ ストリヤドヴィカーナーン サルヴァ タターガターナン アーン ヴィラジ マハーチャックラバジリ サタ サタ サラテー サラテー トラユィ トラユィ ヴィダマニ サンバンジャニ トラマティスィッダーグリヤ トラーン スヴァーハー | 帰命したてまつる。三世の一切如来に。アーン。離垢尊よ。離垢尊よ。大輪金剛尊よ。有情の者よ。有情の者よ。流転する者よ。流転する者よ。済度する者よ。済度する者よ。消滅させる者よ。粉砕する者よ。三慧成就最勝尊よ。トラーン。スヴァーハー。 |

### 施餓鬼
| 作法                                               | 真言 | サンスクリット語 | 訳 |
| -------------------------------------------------- | --- | --- | --- |
| 普通施餓鬼陀羅尼（雲集鬼神召喚陀羅尼）             | ナウボウ・ボボリ・キャリタリ・タターギャタヤ | namo bhū-pūri kāri tāri tathāgatāya ナモー ブープーリ カーリ ターリ タターガターヤ | 帰命したてまつる。大地に遍満し、衆生済度に精進の如来よ。 |
| 破地獄門開咽陀羅尼                                 | ナウボウ・ボボテイリ・キャリタリ・タターギャタヤ | namo bhū-pūri pūteri kāri tāri tathāgatāya ナモー ブープーリ プーテーリ カーリ ターリ タターガターヤ                                                                                   | 帰命したてまつる。大地に遍満し、衆生済度に精進の如来よ。 |
| 加持飲食陀羅尼（無量威徳自在光明加持飲食陀羅尼）   | ノウマク・サラバ・タターギャタ・パロキテイ・オン・サンバラ・サンバラ・ウン | namaḥ sarva-tathāgatāvalokite oṃ sambhara sambhara hūṃ ナマハ サルヴァタターガターヴァローキテー オーン サンバラ サンバラ フーン                                                       | 帰命したてまつる。一切如来観自在尊よ。オーン。養いたまえ。養いたまえ。フーン。 |
| 蒙甘露法味陀羅尼                                   | ノウマク・ソロバヤタターギャタヤ・タニャタ・オン・ソロソロ・ハラソロ・ハラソロ・ソワカ | namaḥ surūpāya tathāgatāya, tad-yathā oṃ sru sru prasru prasru svāhā ナマハ スルーパーヤ タターガターヤ タディヤター オーン スル スル プラスル プラスル スヴァーハー                   | 帰命したてまつる。妙身如来に。即ち曰く。オーン。放出せよ。放出せよ。現前せよ。現前せよ。スヴァーハー。                                                                                             |
| 布施一切施餓鬼陀羅尼（毘盧舎那一字心水輪観陀羅尼） | ノウマク・サマンダ・ボダナン・バン | namaḥ samanta-buddhānāṃ vaṃ ナマハ サマンタブッダーナーン ヴァン | 帰命したてまつる。あまねき諸仏に。鑁（ヴァン）。 |
| 五如来宝号招請陀羅尼                               | 過去宝勝如来真言：ナウボウ・バギャバテイ・ハラボタ・アラタンナウヤ・タターギャタヤ | namo bhagavate prabhūta-ratnāya tathāgatāya ナモー バガヴァテー プラブータラトナーヤ タターガターヤ                                                                                    | 帰命したてまつる。世尊に。宝勝如来に。 |
| 五如来宝号招請陀羅尼                               | 妙身如来真言：ナウボウ・バギャバテイ・ソロバヤ・タターギャタヤ | namo bhagavate surūpāya tathāgatāya ナモー バガヴァテー スルーパーヤ タターガターヤ | 帰命したてまつる。世尊に。妙身如来に。 |
| 五如来宝号招請陀羅尼                               | 甘露王如来真言：ナウボウ・バギャバテイ・アミリテイ・アランジャヤ・タターギャタヤ | namo bhagavate amṛta-rājāya tathāgatāya ナモー バガヴァテー アムリタラージャーヤ タターガターヤ                                                                                        | 帰命したてまつる。世尊に。甘露王如来に。 |
| 五如来宝号招請陀羅尼                               | 広博身如来真言：ナウボウ・バギャバテイ・ビホラギャタラヤ・タターギャタヤ | namo bhagavate vipulagātrāya tathāgatāya ナモー バガヴァテー ヴィプラガーットラーヤ タターガターヤ                                                                                     | 帰命したてまつる。世尊に。広博身如来に。 |
| 五如来宝号招請陀羅尼                               | 離怖畏如来真言：ナウボウ・バギャバテイ・アバエンキャラヤ・タターギャタヤ | namo bhagavate abhayaṃ-karāya tathāgatāya ナモー バガヴァテー アバヤンカラーヤ タターガターヤ                                                                                          | 帰命したてまつる。世尊に。離怖畏如来に。 |
| 発菩提心真言                                       | 前掲 | 前掲 | 前掲 |
| 三昧耶戒真言                                       | 前掲 | 前掲 | 前掲 |
| 大宝楼閣善住秘密根本陀羅尼                         | ノウマク・サラバ・タターギャタナン・オン・ビホラギャラベイ・マニハラベイ・タターギャタ・ニダシュニ・マニマニ・ソハラベイ・ビマレイシャギャラ・ゲンビレイ・ウンノン・ジンバラ・ジンバラ・ボダビロキテイ・グギャ・ジシュチタ・ギャラベイ・ソワカ | namaḥ sarva-tathāgatānāṃ, oṃ vipula-garbhe maṇi-prabhe tathāgata-nidarśane maṇi maṇi suprabhe vimale sāgara-gambhīre hūṃ hūṃ jvala jvala buddha-vilokite guhya-adhiṣṭhita-garbhe svāhā | 帰命したてまつる。一切如来に。オーン。広博胎蔵に。宝珠光明に。如来の教示に。宝珠よ。宝珠よ。妙光よ。無垢に。海の如き深妙に。フーン。フーン。放光よ。放光よ。仏観よ。秘密加持胎蔵よ。スヴァーハー。 |
| 心真言                                             | オン・マニバジレイ・ウン | oṃ maṇi-vajre hūṃ オーン マニヴァジュレー フーン | オーン。宝珠金剛尊よ。フーン。 |
| 随心真言                                           | オン・マニダレイ・ウン・ハッタ | oṃ maṇi-dhare hūṃ phaṭ オーン マニダレー フーン パット | オーン。宝珠を持ちたる尊よ。フーン。パット。 |

### その他
| 作法                               | 真言 | サンスクリット語 | 訳 |
| ---------------------------------- | --- | --- | --- |
| 目覚めた時                         | オン・バサラ・チシュタ・ウン | oṃ vajra tiṣṭha hūṃ オーン ヴァジュラ ティッシュタ フーン | オーン。金剛よ。起てよ。フーン。 |
| 湯加持（食事や沐浴で湯を張る）     | オン・アミリテイ・ウン・ハッタ | oṃ amṛte hūṃ phaṭ オーン アムリテー フーン パット | オーン。不死の甘露よ。フーン。パット。 |
| 口を漱ぐ                           | オン・バサラサト・サク・ソワカ | oṃ vajra-sādhu saḥ svāhā オーン ヴァジュラサードゥ サハ スヴァーハー | オーン。金剛喜尊よ。サハ。スヴァーハー。 |
| 楊枝を使う                         | アン・ラン・アン・ラン・ソポホ | oṃ raṃ oṃ raṃ svāhā オーン ラン オーン ラン スヴァーハー | オーン。焼浄せよ。オーン。焼浄せよ。スヴァーハー。 |
| 洗目                               | オン・ボダロシャニ・ソワカ | oṃ buddhalocane svāhā オーン ブッダローチャネー スヴァーハー | オーン。仏眼尊よ。スヴァーハー |
| 洗面                               | オン・バサラ・カサ・カク・ソワカ | oṃ vajra-hāsa haḥ svāhā オーン ヴァジュラハーサ ハハ スヴァーハー | オーン。金剛笑尊よ。スヴァーハー |
| 洗面                               | オン・ラン・ソワカ | oṃ raṃ svāhā オーン ラン スヴァーハー | オーン。焼浄せよ。スヴァーハー |
| 着白衣                             | オン・シベイテイ・シベイテイ・ハンタラ・ハシニ・ソワカ | oṃ śvete śvete pāṇḍara-vāsinī svāhā オーン シュヴェーテー シュベーテー パーンダラヴァースィニー スヴァーハー | オーン。白衣尊よ。白衣尊よ。白衣被着尊よ。スヴァーハー |
| 着袈裟                             | オン・バン・ウン | oṃ vaṃ hūṃ オーン ヴァン フーン | オーン。鑁尊よ。フーン。 |
| 着袈裟                             | オン・シドヤ・ソワカ | oṃ siddyha svāhā オーン スィッデャ スヴァーハー | オーン。悉地よ。スヴァーハー。 |
| 食事                               | オン・アミリテイ・ウン・ハッタ・ソワカ | oṃ amṛte hūṃ phaṭ オーン アムリテー フーン パット スヴァーハー | オーン。甘露尊よ。フーン。パット。スヴァーハー |
| 食事                               | オン・ムクテイ・ソワカ | oṃ mukti svāhā オーン ムクティ スヴァーハー | オーン。解脱尊よ。スヴァーハー |
| 食事                               | オン・アボキャ・ホジャマニ・ハンドマ・バジレイ・タタアギャタ・ビロキテイ・サマンダ・ハラサラ・ウン                                                                                             | oṃ amogha-pūja-maṇi-padma-vajre tathāgata-vilokite samanta-prasara hūṃ オーン アモーガプージャマニパドマヴァッジュレー タターガタヴィローキテー サマンタプラサラ フーン | オーン。空しからざる供養と、摩尼宝珠蓮華の如来の観見において、あまねく十方に現れ来たれ。フーン。                                                                         |
| 食事                               | オン・サラバマニ・ソワカ | oṃ sarva-maṇi svāhā オーン サルヴァマニ スヴァーハー | オーン。一切宝珠に。スヴァーハー。 |
| 食事                               | ノウマク・サマンダ・バザラダン・タラタ・アモガ・センダ・マカシャロダ・ソハタヤ・ウン・タラマヤ・ウン・タラタ・カン・マン                                                                       | namaḥ samanta-vajrāṇāṃ traṭ amogha-caṇḍa-mahāroṣaṇa sphoṭaya hūm trāṇaya trāṇaya hūṃ traṭ hāṃ māṃ ナマハ サマンタヴァジュラーナーン トラット アモーガチャンダマハーローシャナ スポータヤ フーン トラーナヤ トラーナヤ フーン トラット ハーン マーン | 帰命したてまつる。あまねき金剛尊に。残害破障したまえ。効験あらたな暴悪大忿怒尊よ。打ち砕きたまえ。フーン。保護尊よ。保護尊よ。フーン。残害破障したまえ。ハーン。マーン。 |
| 食事                               | オン・マクラサイ・ソワカ | oṃ mahorase svāhā オーン マホーラセー スヴァーハー | オーン。大腹者に。スヴァーハー。 |
| 隠所（便所）                       | オン・クロダノウ・ウン・ジャク | oṃ krodhana hūṃ jaḥ オーン クローダナ フーン ジャハ | オーン。忿怒尊よ。フーン。ジャー。 |
| 隠所（便所）                       | オン・シュリ・マリ・ママリ・マリ・シュシュリ・ソワカ | oṃ śrimali mamali mali śuśri svāhā オーン シュリマリ ママリ マリ シュシュリ スヴァーハー | オーン。吉祥を保持し給え。幸福を保持し給え。保持し給え。吉祥に。スヴァーハー。                                                                                           |
| 隠所（便所）                       | オン・ドパ・ドパ・カヤドパ・プラジバリン・ソワカ | oṃ dhūpa dhūpa kāya-dhūpa prajvāline svāhā オーン ドゥーパ ドゥーパ カーヤドゥーパ プラッジュヴァーリネー スヴァーハー | オーン。香よ。香よ。身香よ。燃ゆる者よ。スヴァーハー。 |
| 隠所（便所）                       | オン・バサラナウカ・タ・ソワカ | oṃ vajrodaka ṭha svāhā オーン ヴァジュローダカ タ スヴァーハー | オーン。金剛水よ。タ。スヴァーハー。 |
| 臥眠                               | オン・バサラ・シャンテイ・ソワカ | oṃ vajra-śanti svāhā オーン ヴァジュラシャンティ スヴァーハー | オーン。金剛静寂尊よ。スヴァーハー |
| 眠気を覚ます（除睡呪）             | タニャタ・イテイ・ミテイ・シテイ・ビキャナセンテイ・バダヂ・ソワカ | Tadyathā iti miti jiti bikanaśanti padhakṣi svāhā タディヤター イティ ミティ ジティ ビカナシャンティ パダクシ スヴァーハー | |
| 色欲を断つ（文殊滅淫慾我慢陀羅尼） | クリクリテイノウ・ウドウドテイノウ・ドコドコテイノウ・クタクタテイノウ・ジャビトジャビトテイノウ・クタコクタコテイノウ・ウシュウシュテイノウ・ヤビジャヤビジャテイノウ・トコタ・クタタ・ソワカ | kuli-kuli-tena yudho-yudho-tena duho-duho-tena kyuta-kyuta-tena namito-namito-tena kyutaho-kyutaho-tena yusu-yusu-tena yamina-yamina-tena duhota kyutata-svāhā クリクリテーナ ユドーユドーテーナ ドゥホードゥホーテーナ キュタキュタテーナ ナミトーナミトーテーナ キュタホーキュタホーテーナ ユスユステーナ ヤミナヤミナテーナ ドゥホータ キュタタ スヴァーハー | |
| 経や真言を間違えた時               | オン・コロコロ・ジャヤ・ボッケイ・ソワカ | oṃ huru huru jaya-mukhe svāhā オーン フル フル ジャヤムックェ スヴァーハー | オーン。恐ろしい勝利の教門よ。スヴァーハー。 |
| 痔 を治す（仏説療痔経呪）          | タニャタ・アランメイ・シリ・シリ・マカシツ（シツ）・サンバト・ソワカ | Tadyathā, (oṃ sarva grathita) me śṝ śṝ mākaṣṭi saṃ-bhavatu svāhā タディヤター メー シュリー シュリー マーカシュティ サンバヴァトゥ スヴァーハー | |
| 痔 を治す（仏説療痔経呪）          | タニャタ・センメイ・センメイ・シャセンメイ・センマデイシャ・センデイ・ソワカ | Tadyathā śame śame sa śame, śa manisā jadi svāhā タディヤター シャメー シャメー サ シャメー シャ マニ サー ジャディ スヴァーハー | |
| 滅飲酒罪真言                       | オン・サマンダバロキテイ・ソワカ | oṃ svāhā オーン スヴァーハー | オーン。 スヴァーハー。 |
| 滅食五辛罪真言                     | ハラベイ・ハラベイ | prave prave プラヴェー プラヴェー | |
| 吉祥浄土変真言                     | ハラ・ドボウ・オン・ボッケン・シュタン・シリー | | 随求。滅悪。穢土を浄土となし、地獄の苦しみを救済し、吉祥あらしめ給え。                                                                                                   |